# Geschichte der Tschechoslowakei
Die hier gegebene Darstellung zur Geschichte der Tschechoslowakei umfasst inklusive der Vorgeschichte den Zeitraum von 1848 bis 1992. Die Tschechoslowakei bestand als Staat von 1918 bis 1939 und erneut von 1945 bis 1992 (de jure auch während des Zweiten Weltkriegs).
Die Geschichte der Tschechoslowakei begann im Ersten Weltkrieg. Den tschechischen und slowakischen Persönlichkeiten Tomáš Garrigue Masaryk, Edvard Beneš und Milan Rastislav Štefánik gelang es, im September 1918 Unterstützung der Alliierten für den Tschechoslowakischen Nationalausschuss zu gewinnen, der den eigenen Staat vorbereitete. Tschechoslowakische Truppen kämpften im letzten Kriegsjahr an der Seite der Alliierten. Im Herbst 1918 konnte der neue Staat konstituiert werden. Das nationalsozialistische Deutsche Reich annektierte ihn vorübergehend (März 1939). Das Parlament der Tschechoslowakei beschloss 1992 die Auflösung der Föderation zum 31. Dezember 1992 und damit die Bildung der beiden Neustaaten Tschechische Republik und Slowakische Republik ab 1. Januar 1993.

## Vorgeschichte (1848–1918)

### Revolutionsjahr 1848 und die Folgen

#### Petition an Kaiser Ferdinand I.

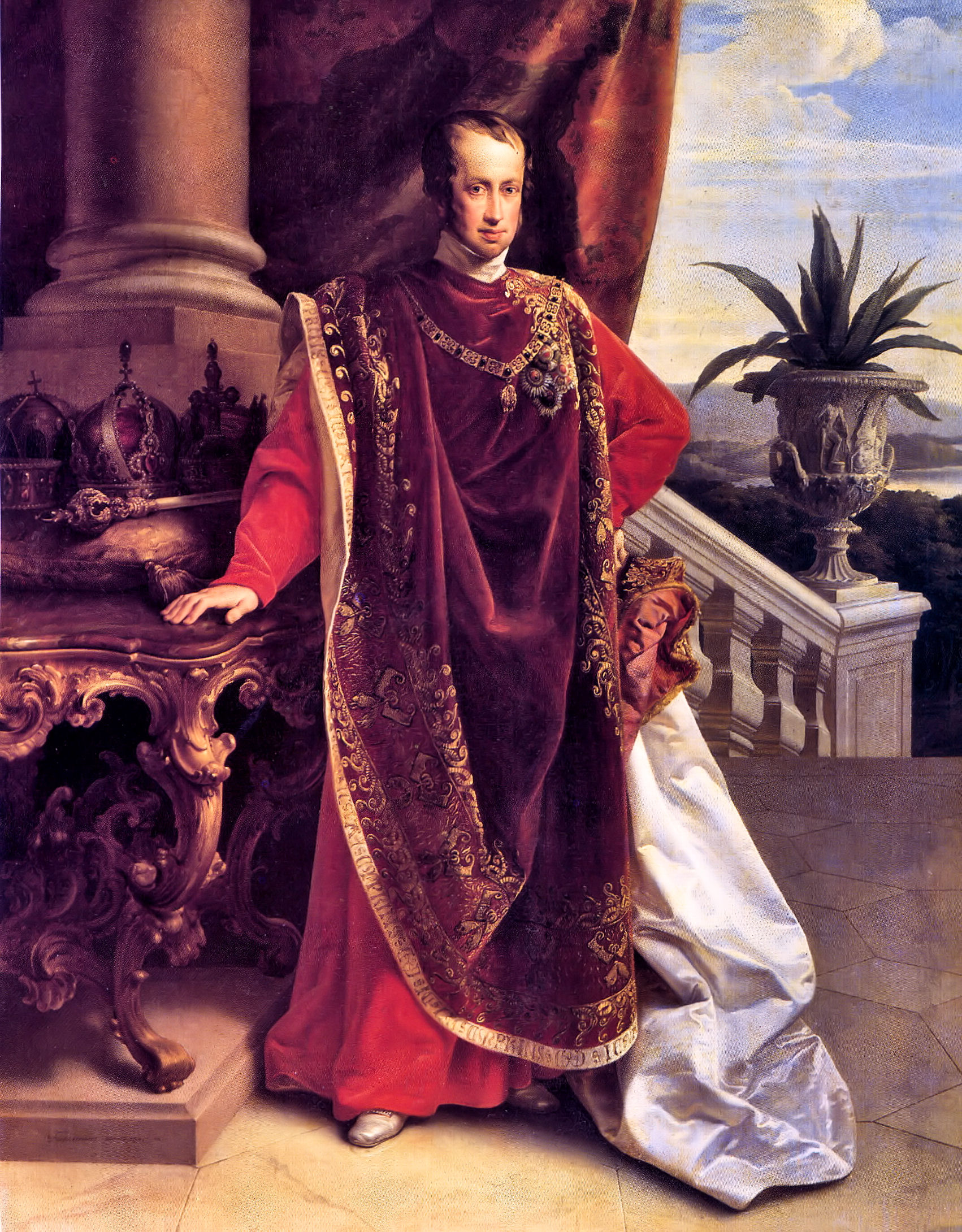
Kaiser Ferdinand I.

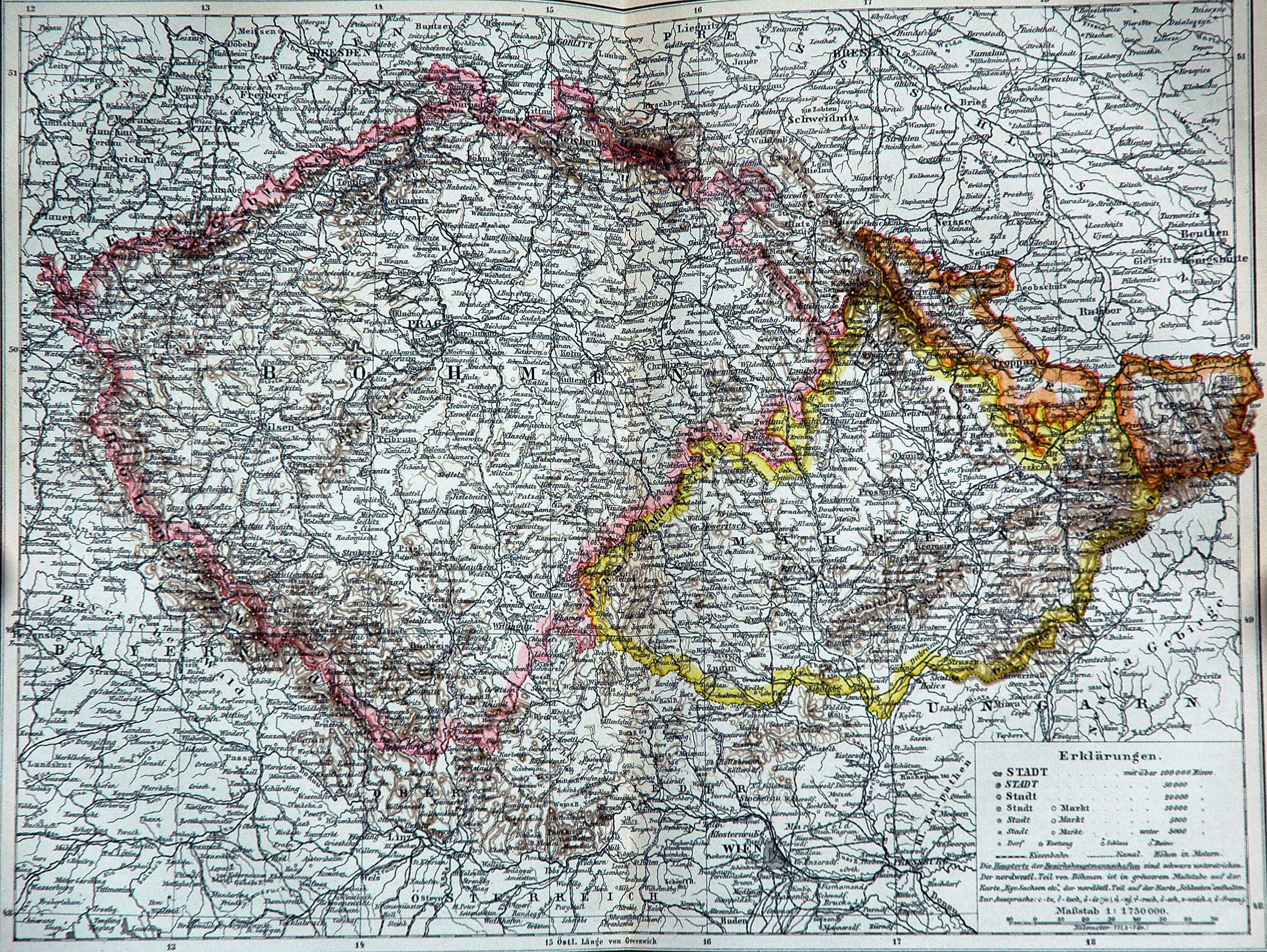
Historische Karte der Länder der böhmischen Krone

Im unruhigen politischen Klima Europas im Jahr 1848 kam am 11. März in Prag der Reappeal-Club zusammen, ein Geheimbund, der sich am Befreiungskampf der Iren gegen die Engländer orientierte, und wählte einen 28-köpfigen Ausschuss (Nationalausschuss). Dieser trat am nächsten Tag im Altstädter Rathaus zusammen und beauftragte Rechtsanwalt Adolf Maria Pinkas damit, eine Petition an den Kaiser zu entwerfen. Der Kern der Petition, die am 19. März von einer böhmischen Abordnung am Wiener Kaiserhof eingebracht wurde, bestand aus Forderungen zur Nationalitätenfrage. Gefordert wurde die „Gleichstellung der böhmischen Nationalität mit der deutschen in sämtlichen böhmischen Ländern in Schulen und Ämtern“. Außerdem sollten sich „die böhmischen Länder wieder administrativ vereinigen und der Konstituierung eines gemeinsamen böhmischen Landtags zustimmen.“ Implizit berief man sich dabei auf das historische Staatsrecht der Wenzelskrone; Ziel war die Wiederherstellung des böhmischen Königreichs, wie es vor der Niederlage am Weißen Berg existiert hatte. (Die Brisanz dieser Wünsche war dem Wiener Hof bewusst. Wenn auch damals nicht direkt genannt, entsprachen die Wünsche weitgehend denen, die die Magyaren 1867 im so genannten Ausgleich erfüllt erhielten.)
Der Kaiser ließ der Delegation ein Schreiben zukommen, in dem er den Böhmen zwar Zugeständnisse machte, aber ansonsten auf eine zukünftige Verfassung für die ganze Monarchie verwies. Die Delegation kehrte ohne konkrete Ergebnisse nach Prag zurück.

#### Nationale Funken in der Paulskirche und beim Slawenkongress
Am 31. März 1848 traf sich in der Frankfurter Paulskirche ein Vorparlament, um unter anderem Wahlen für eine Deutsche Nationalversammlung vorzubereiten.
Preußen war zu dieser Zeit die gesellschaftlich und wirtschaftlich aufstrebende Macht, da es sich neuen Ideen öffnete, während im Habsburgerreich reaktionäre Kräfte den Fortschritt behinderten. Außerdem waren die weit nach Osten reichenden Gebiete des Kaisertums Österreich wie Galizien und die Bukowina bei weitem nicht so gut entwickelt wie die westlichen Teile der Monarchie, darunter Böhmen. Die sprachliche Heterogenität des Staates war ebenfalls besonders stark ausgeprägt: Wurde in den alpinen Kronländern vorwiegend Deutsch gesprochen, so nannten um 1850 in Böhmen mehr als sechzig, in Mähren rund siebzig Prozent und in Österreichisch-Schlesien etwa zwanzig Prozent der Einwohner Tschechisch als ihre Muttersprache; in den böhmischen Ländern lebten damals 6,6 Millionen Menschen.
Die unterschiedlichen Sprachen hatten in der ersten Hälfte des 19. Jahrhunderts in der Donaumonarchie noch wenig Bedeutung, da sich die Gesellschaft damals noch nicht nach nationalen Identitäten, sondern nach „Stand, Religion und Besitz“ organisierte. Adel, Beamtenschaft, Klerus, wohlhabendes Bürgertum und militärische Führungsschicht stützten die Macht des Kaisers. Die Habsburgermonarchie war aus dem heutigen Niederösterreich mit Wien als Zentrum hervorgegangen. Deutsche hatten in der Monarchie die Führungsrolle inne. Insgesamt betrachtet, hatte das Habsburgerreich keine nationalen Ambitionen, wollte aber die jahrhundertelang innegehabte Rolle des obersten Schiedsrichters in Deutschland nicht aufgeben.
Das nationale Gedankengut, das die Wahl zur Deutschen Nationalversammlung hervorrief, gelangte auch nach Böhmen. Während die Deutschböhmen die Einigung Deutschlands unter österreichischer Führung befürworteten, hatten die Tschechen Bedenken, in einem deutschen „Meer“ unterzugehen, auch wenn es eine freiheitliche Verfassung hätte.

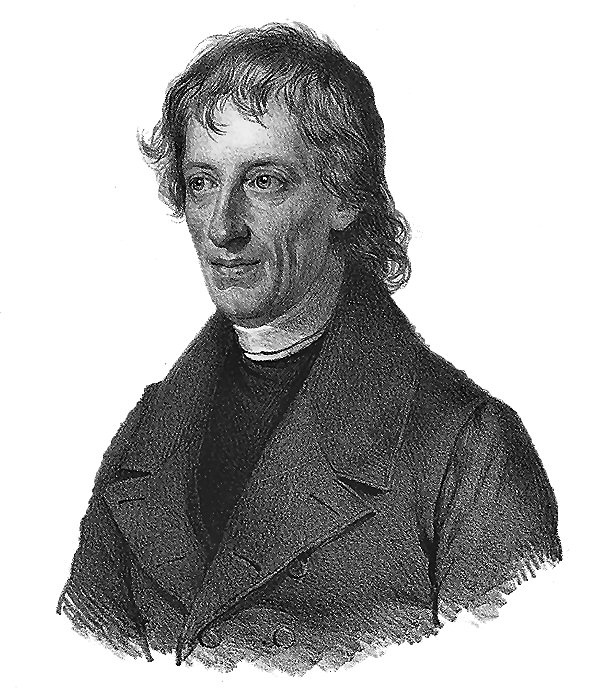
Bernard Bolzano

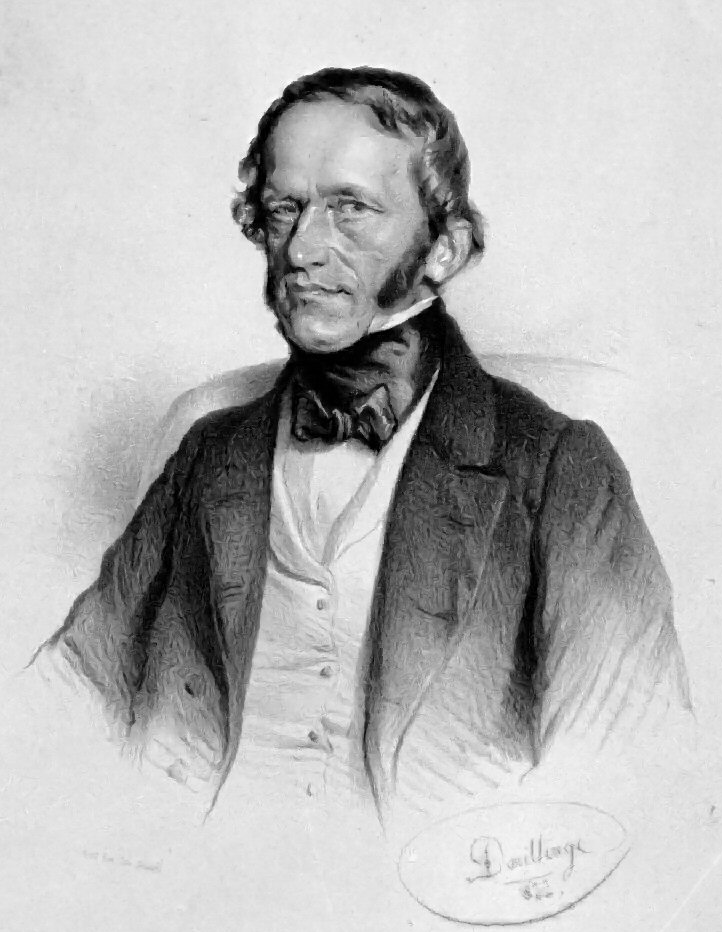
František Palacký, Lithographie von Adolf Dauthage 1855

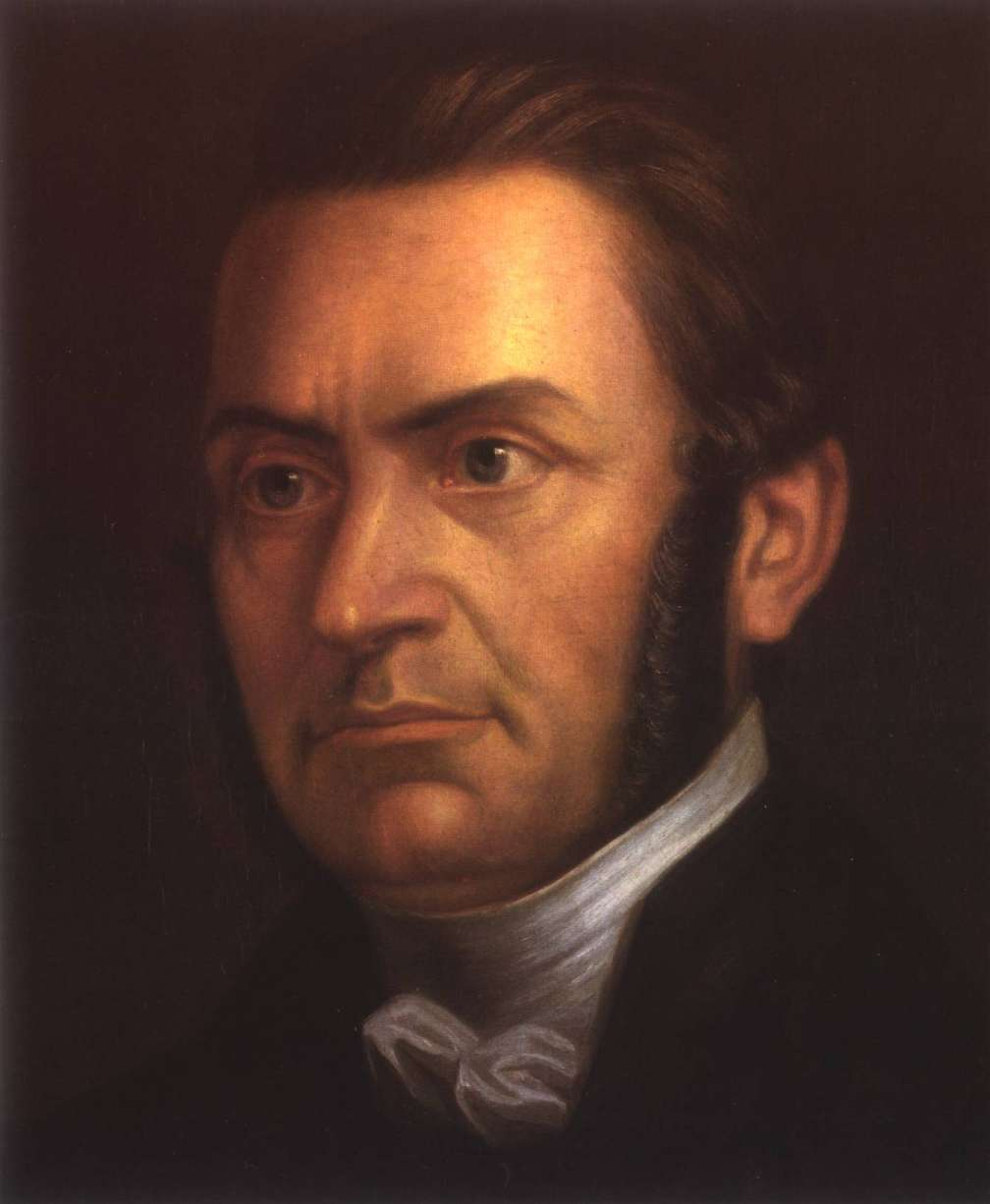
Pavel Jozef Šafárik

Aufgrund der nun auftretenden Differenzen hatte die Idee des Bohemismus von Bernard Bolzano von der Verschmelzung Böhmens zu einer Nation keine Chance. Der Bohemismus wurde zwischen dem deutschen und dem erblühenden tschechischen Nationalismus zerrieben. Der aufstrebende tschechische Nationalismus richtete sich nicht am Ziel einer gemeinsamen Sprache und Kultur aus, sondern am immer stärker werdenden deutschen Feindbild. Kennzeichnend hierfür ist der Ausspruch „Svúj k svému“ („Jeder zu den Seinen“).
Der Nationalismus der Deutschböhmen äußerte sich unter anderem dadurch, dass sie die Tschechen als nicht gleichwertig und folglich auch als nicht gleichberechtigt ansahen. Der tschechische Nationalismus äußerte sich beispielsweise in der Gründung der Národní noviny (Nationalzeitung). Der Autor Karel Havlíček Borovský vertrat darin die Auffassung, dass es zwar eine Gleichberechtigung zwischen Deutschen und Tschechen in Ämtern und Schulen geben könne, doch die Tschechen seien die „Erstgeborenen“ und somit müssten die Aufschriften an Läden und öffentlichen Gebäuden auf Tschechisch sein, was bedeute, dass die deutsche Aufschrift entfernt werden müsse. Dieser Artikel trug nicht zu einer Entspannung der Situation bei.
František Palacký hatte 1836 bis 1867 das fünfbändige Werk Geschichte von Böhmen verfasst, das zur Basis tschechischer Historienschreibung und relevant für das Nationalbewusstsein wurde. Auf dieser Grundlage kam Havlíček zur Meinung: „Unsere gesamte Geschichte ist ein unablässiger Kampf gegen die Deutschen.“
Führende Persönlichkeiten der tschechischen nationalen Bewegung wie Palacký gründeten patriotische Selbsthilfeorganisationen, die vielen ihrer Landsleuten ermöglichten, am Gemeinschaftsleben noch vor der Unabhängigkeit teilzunehmen.
Abermals wurde eine Abordnung mit einer Petition an den Kaiser nach Wien entsandt. Da in Wien aber die Revolution herrschte und die Revolutionäre zunächst militärisch erfolgreich waren, sah sich die österreichische Regierung genötigt, auf Zeit zu spielen, und sicherte in der „Böhmischen Charta“ vom 1. April 1848 die politische Gleichstellung zu. Verärgerte Deutsche organisierten sich daraufhin im „Verein der Deutschen aus Böhmen, Mähren und Schlesien zur Aufrechterhaltung ihrer Nationalität“. (Letztendlich brachte auch diese Petition den Böhmen nichts Konkretes ein, da nach der Niederschlagung der Revolution im Herbst 1848 der Kaiser wechselte und Franz Joseph I. sich nicht an frühere Zusagen gebunden sah.)
Der St.-Wenzelsbad-Ausschuss kam am 10. April 1848 wieder in Prag zusammen und wurde zum Národní výbor (Nationalausschuss) umgewandelt. Die Kernaufgabe des Národní výbor bestand in der Ausarbeitung einer Verfassung für die böhmischen Länder. Der Nationalausschuss war somit das Pendant zum Paulskirchenparlament. Der Entwurf der Verfassung sollte rasch ausgearbeitet werden, damit er bereits beim Auftakt des Wiener Reichstages vorliege. Doch zunächst scheiterte die gesamt-böhmische Lösung daran, dass die Repräsentanten aus Österreichisch-Schlesien und aus Mähren erklärten, sie wollten ihre Entscheidungen autonom treffen.
Auf dem am 2. Juni auf Initiative von Palacký und Pavel Josef Šafařík in Prag tagenden Slawenkongress waren die Teilnehmer darüber einig, im Gegenentwurf zur Frankfurter Nationalversammlung einen eigenständigen slawischen Weg zu beschreiten. Der tschechische Weg stand im Gegensatz zur politischen Situation im Habsburgerreich und zum Frankfurter Verfassungskonvent, der von einem Einheitsstaat träumte. Palacký verlangte, dass das Kaiserreich in einen „Bund von gleichberechtigten Völkern“ umzustrukturieren sei. Die Gedanken des Slawenkongresses gelangten auch auf die Prager Straßen, wo es zu Gewaltakten kam, als Prager Demonstranten protestierend durch die Gassen zogen. Beim Pfingstaufstand kam es zu Auseinandersetzungen zwischen tschechischen Arbeitern und Studenten und den in Prag stationierten kaiserlich-königlichen Soldaten. Die Demonstranten forderten eine härtere Gangart der Tschechen als Palacký sie artikulierte. Es war das erste Mal, dass es zu Ausschreitungen gegenüber den in Prag lebenden Deutschen kam.

#### Kremsierer Reichstag und Zentrum Prag

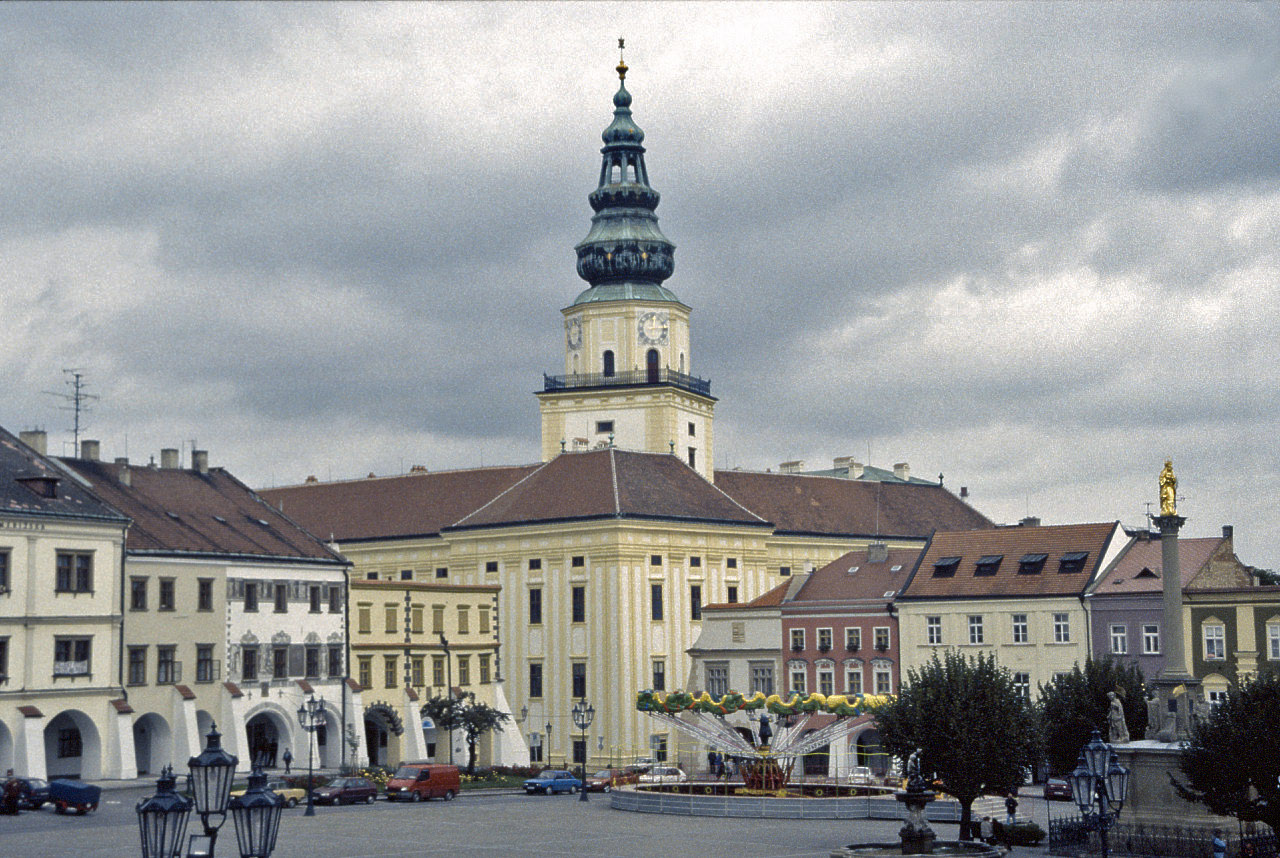
Kremsier Marktplatz und Schloss

Während des Oktoberaufstandes 1848 in Wien wurde das Parlament nach Kremsier verlegt, das Gros der tschechischen Abgeordneten nahm dort an den Beratungen teil. Beim Kremsierer Reichstag verständigten sich die Delegierten auf einen Verfassungsentwurf; er sah die weitgehend autonome Regierung der einzelnen Völker vor, beschnitt aber die Rechte des Monarchen nur geringfügig.

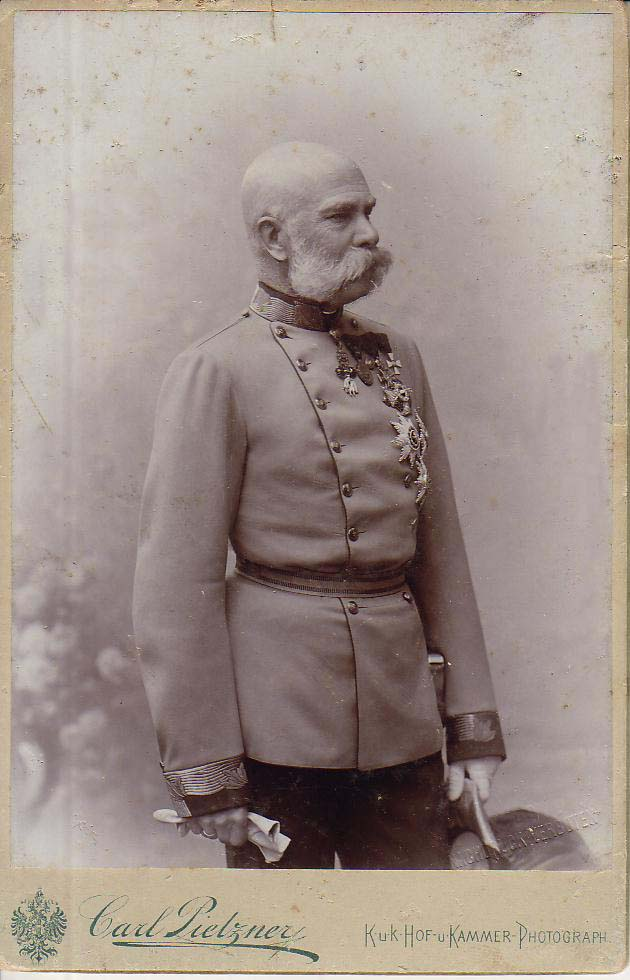
Kaiser Franz Joseph 1885

§ 19 des Kremsierer Entwurfs lautete: „Alle Völker sind gleichberechtigt.“ Doch hatten in der Zwischenzeit die reaktionären österreichischen Regierungskräfte wieder die Oberhand über die aufständischen Revolutionäre gewonnen: Der Prager Pfingstaufstand wurde niedergeschlagen, der Oktoberaufstand in Wien und der ungarische Freiheitskampf neigten sich dem Ende zu. Die kaiserliche Regierung sah daher keine Veranlassung mehr, den Parlamentariern entgegenzukommen. Am 7. März 1849 ließ sie den Reichstag vom Militär auflösen.
Am 2. Dezember 1848 hatte unterdessen Ferdinand I., der letzte Habsburger, der sich zum König von Böhmen krönen ließ, zugunsten seines achtzehnjährigen Neffen Franz Joseph auf den Thron verzichtet. Franz Joseph, der von Ministerpräsident Felix Fürst Schwarzenberg in konservativ-reaktionärem Sinn beraten wurde, sah sich an Versprechungen seines Onkels nicht gebunden. In der von ihm oktroyierten Märzverfassung von 1849 blieb das zentralistische System weiterhin festgeschrieben, das Nationalitätenproblem unberücksichtigt. Die Frankfurter Nationalversammlung war ebenfalls erfolglos gewesen. Der preußische König Friedrich Wilhelm IV. hatte die ihm vom Paulskirchenparlament angebotene Kaiserkrone nicht angenommen, weil er nicht von einem Parlament abhängig sein wollte.
Nach 1848 wurde Prag zum Mittelpunkt der Tschechen, obwohl sich zwei Drittel der dort lebenden Einwohner als Deutsche deklarierten. Im Kern der Stadt wohnten überwiegend Deutsche, an der Peripherie die Tschechen.

### Altösterreich: Ausgleich mit Ungarn

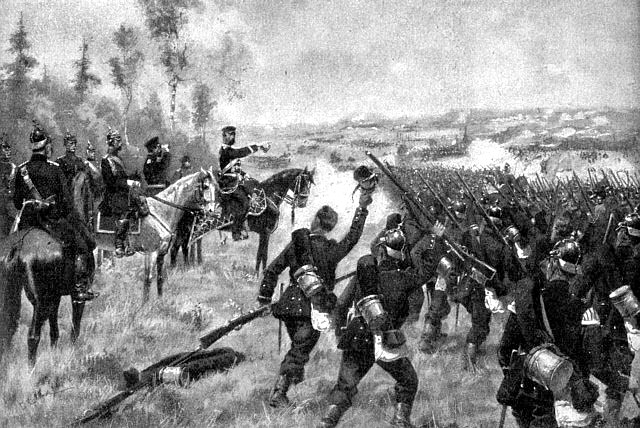
Prinz Friedrich Karl befehligt in der Schlacht bei Königgrätz ihm begeistert zuwinkende preußische Truppen

Nach der verlorenen Schlacht vom 24. Juni 1859 bei Solferino gegen die Bündnispartner Frankreich und Italien (Italien strebte die nationale Einigung an) stand die außenpolitische Lage schlecht für die Donaumonarchie. In der Folge öffnete sich Franz Joseph I. innenpolitischen Reformen, um die innere Stabilität des Reiches zu gewährleisten.
Nach der Schlacht von Königgrätz vom 3. Juli 1866 übernahm Preußen die Hegemonie in Deutschland. „Mit Eisen und Blut“ hatte Preußen im Deutschen Krieg die kleindeutsche Lösung herbeigeführt. Die Tschechen hielten jedoch der Donaumonarchie die Treue. Palacký und František Ladislav Rieger boten eine „unverbrüchliche Treue der Tschechen zum Haus Habsburg“ an. Im Gegenzug verlangten sie „eine Föderalisierung der Monarchie.“ Im Österreichisch-Ungarischen Ausgleich von 1867 wurde das 1804 begründete Kaisertum Österreich staatsrechtlich in zwei Teilstaaten geteilt: Cisleithanien und Transleithanien – oder Österreich und Ungarn. Gemeinsam bildeten sie die k.u.k. Monarchie Österreich-Ungarn, die Staatsoberhaupt, Armee und Außen- sowie Finanzministerium gemeinsam besaß, alle anderen staatlichen Funktionen aber getrennt.

### Tschechen gegenüber Magyaren benachteiligt
Die Tschechen fühlten sich um ihren Ausgleich betrogen. Sie meinten, ihnen müssten die gleichen Rechte wie den Ungarn zukommen. Jedoch gingen die Regierungen in Wien und Budapest nicht auf die tschechischen Forderungen ein, wohl weil ansonsten die in beiden Reichshälften siedelnden Südslawen ähnliche Ansprüche erhoben hätten und sich die führenden Politiker nicht vorstellen konnten, die Monarchie in vier Teilstaaten zu zerlegen. Franz Joseph ließ sich nicht zum böhmischen König krönen, aus Angst, die Tschechen könnten dies als staatsrechtliche Anerkennung deuten. Von diesen Umständen in ihrem Stolz verletzt, wandten sich Tschechen immer stärker dem Nationalismus zu. 1867 reisten die leitenden Politiker Palacký und Rieger nicht zum nach Wien einberufenen Reichsrat, sondern fuhren zu einer „ethnographischen Ausstellung“ nach Moskau, auf der russische Gelehrte den Panslawismus propagierten. Sie meinten nun, der Panslawismus werde die Lösung des tschechischen Dilemmas bringen.

### Tschechische Mehrheit im Landtag von Böhmen

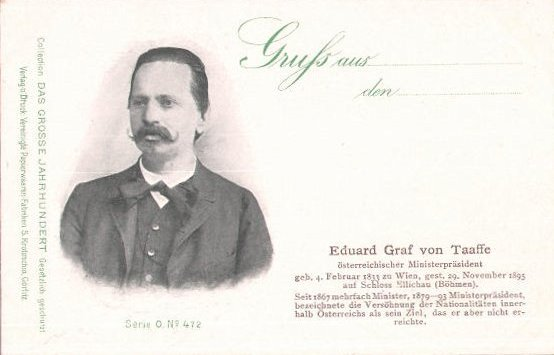
Eduard Taaffe

Der österreichische Ministerpräsident Eduard Taaffe erließ am 19. April 1880 Sprachverordnungen. Diese bestimmten das Tschechische neben dem Deutschen auch in jenen Territorien zur Amtssprache, in denen die Bevölkerung mehrheitlich deutsch war. Des Weiteren bewog Taaffe den Reichsrat dazu, das Wahlrecht zu erweitern. Die Mindeststeuerleistung („Zensus“), die Männer nachweisen mussten, um das Wahlrecht zu haben, (Zensuswahlrecht) wurde von zehn auf fünf Gulden heruntergesetzt. Dadurch erhielten die Tschechen die Mehrheit im böhmischen Landtag, womit die Tschechen die Vorherrschaft in den böhmischen Ländern erreicht hatten, obwohl die k.u.k. Monarchie insgesamt deutsch-ungarisch dominiert wurde.

### Jungtschechen, Badeni-Krawalle und Mährischer Ausgleich
Ab den 1880er Jahren wuchs auf tschechischer wie auf deutscher Seite eine neue Generation nach, die immer mehr auf Konfrontation setzte. Die Jungtschechen (Mladočeši), eine am 27. Dezember 1874 gegründete Partei, erreichten bei den Landtagswahlen 1889 und 1891 die Mehrheit. Ihre Wähler wollten die größtmögliche Selbstständigkeit des Landes erreichen und strebten nicht mehr nach einem deutsch-tschechischen Ausgleich, wie ihn die konservativen Alttschechen suchten.
Um die Jungtschechen zur Unterstützung der Regierung zu gewinnen, erließ der k.k. Ministerpräsident Graf Badeni am 5. April 1897 Sprachenverordnungen für Böhmen und Mähren. In diesen Verordnungen war vorgesehen, dass alle Beamten, die ab dem 1. Juli 1901 in diesen Ländern in den öffentlichen Dienst eintraten, sowohl Kenntnisse der deutschen als auch der tschechischen Sprache nachweisen sollten. Da jedoch weit mehr Tschechen die deutsche Sprache als umgekehrt Deutsche die tschechische Sprache beherrschten, protestierten zahlreiche deutsche Abgeordnete im Reichsrat – insbesondere aus den Reihen der deutschnationalen und liberalen Parteien – gegen den Gesetzesentwurf und versuchten, mit Hilfe einer parlamentarischen Obstruktion die Umsetzung der Sprachverordnung zu verhindern. Gleichzeitig fanden in Böhmen und Mähren eine Vielzahl von Demonstrationen statt, auf denen die sofortige Rücknahme der Sprachverordnungen und der Rücktritt der Regierung Badeni gefordert wurde. Nachdem es am 26. und 27. November 1897 auch in Wien und Graz zu Massenprotesten gekommen war, entließ der Kaiser den Regierungschef. 1899 wurden schließlich auch die Sprachverordnungen aufgehoben, was nun wiederum der tschechischen Seite Anlass zu Protesten sowie zur Obstruktion im Reichsrat gab.
Der mährische Landtag beschloss 1905 vier Landesgesetze, die als Mährischer Ausgleich bekannt wurden. Sie sollten in Mähren eine Lösung der Nationalitätenprobleme zwischen Deutschen und Tschechen gewährleisten und somit einen österreichisch-tschechischen Ausgleich herbeiführen. Zugleich wurden die Bemühungen um einen böhmischen Ausgleich, die Ende des 19. Jahrhunderts gescheitert waren, 1906 unter Ministerpräsident Freiherr von Beck wieder aufgenommen. Sie führten jedoch bis zum Beginn des Ersten Weltkrieges zu keinem Ergebnis. Indessen führte der Konfrontationskurs der Volksgruppen auf gesamtstaatlicher Ebene dazu, dass der cisleithanische Reichsrat seit 1907 erneut arbeitsunfähig war.

### Wirtschaftsaufschwung
In den 1890er Jahren gab es einen wirtschaftlichen Aufschwung in Österreich-Ungarn. Das wirtschaftliche Zentrum der Donaumonarchie waren die böhmischen Länder. Viele Tschechen erlebten nun eine Verbesserung ihres Lebensstandards. Dadurch emanzipierten sich die Tschechen weiter von den Deutschen der Monarchie, die auf längere Sicht ihre faktischen Vorrechte im Staat durch die slawische Majorität im k.k. Österreich in Gefahr sahen.

### Erster Weltkrieg: Tschechoslowakischer Staat vorbereitet
Die Tschechen sahen die enge Kooperation Wiens mit Berlin mit Besorgnis. Sie befürchteten nach einem Sieg der Mittelmächte die Vereinigung Österreichs mit Deutschland, womit sich die deutsche Dominanz wieder ausbreiten und die Tschechen ihre nationale Identität erneut verlieren würden.

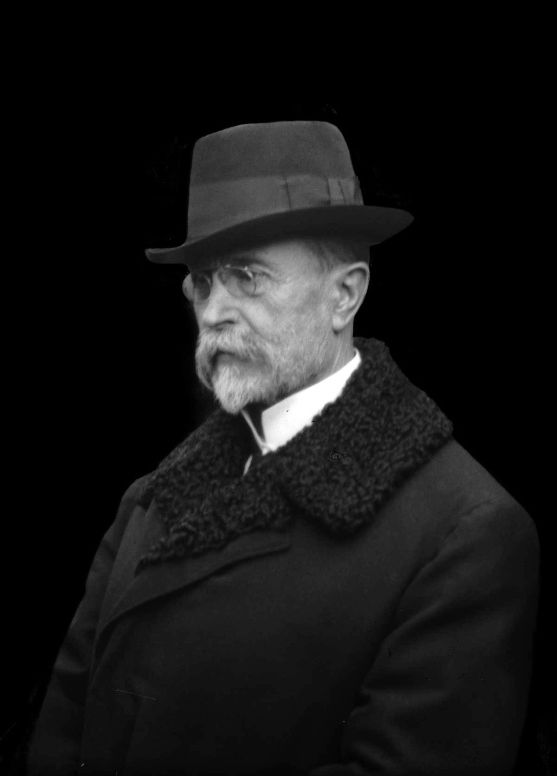
Tomáš Garrigue Masaryk

Der tschechische Gelehrte und Politiker Tomáš Garrigue Masaryk ging 1914 ins Exil und versuchte, im Ausland ein Netzwerk aufzubauen, um die Konstituierung eines autonomen tschecho-slowakischen Staates zu erreichen. Er stellte sich einen selbstständigen Staat vor, der sich am Westen orientiert und seinen Platz im neu geordneten Europa einnimmt. Masaryk sah im Ersten Weltkrieg eine Möglichkeit, ein fortschrittliches und demokratisches Europa mit einer eigenständigen Tschechoslowakei zu bilden.
Der Außenminister Großbritanniens, Edward Grey, erhielt im April 1915 von Tomáš Garrigue Masaryk einen Entwurf (Independent Bohemia), der den Zusammenschluss Tschechiens mit der Slowakei vorsah. Aus Anlass des 500. Jahrestages der Verbrennung von Jan Hus am 6. Juli 1915 gedachten die im Ausland lebenden Tschechen seiner im Genfer Reformationssaal. Masaryk „wählte diesen Tag, um auch vor den Augen der Welt an die historische Kontinuität, an die Geschichte unseres Staates anzuknüpfen.“ Am 14. November 1915 gab Masaryk in Paris die Gründung eines „ausländischen Aktionskomitees zur Errichtung eines selbstständigen tschecho-slowakischen Staates“ bekannt.
Von Paris übersiedelte Masaryk dann nach England. In dem Buch Das neue Europa veröffentlichte er einen Aufsatz, in dem er die Kriegsziele Deutschlands beschrieb. Er schrieb, die Deutschen wollten ein „pangermanisches Mitteleuropa“. Solche und andere Aktivitäten bewirkten, dass sich die Intellektuellen des Westens für die ethnische Gemengelage in Mittelosteuropa interessierten.

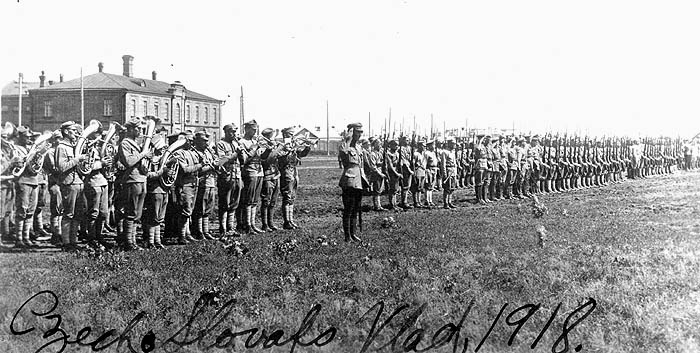
Die Tschechoslowakische Legion

Am 5. Februar 1916 bildete sich in Paris mit Erlaubnis der französischen Regierung (unter Staatspräsident Raymond Poincaré) der Tschechische Nationalrat (Národní rada zemí českých), im Mai 1917 änderte er seinen Namen in Tschechoslowakischer Nationalrat (Československá národní rada). Damit war der Weg zu einer Exilregierung beschritten. 1917 traf Masaryk in Russland ein. Dort gab es einen aus tschechischen und slowakischen Auswanderern, Kriegsgefangenen und Überläufern gebildeten Verband – die Tschechoslowakischen Legionen. Sie kämpften für das russische Kaiserreich an der Front und unterstützten nach Ausbruch des Bürgerkrieges die Weiße Armee gegen die Bolschewiki. Die Aufstellung einer eigenen Armee und die Teilnahme am Krieg auf der Seite der Entente waren Grundlage für die Beteiligung tschechoslowakischer Vertreter an den Friedensvertragsverhandlungen von St.-Germain und Versailles 1919.
Masaryk hatte wichtige Verbündete in Europa und auch in den Vereinigten Staaten gewonnen. Er skizzierte seine Beziehung zu US-Präsident Woodrow Wilson so: „Wir verstanden uns ziemlich gut – nun, wir waren ja beide Professoren.“ Masaryk gelang es, die amerikanischen Befürchtungen von einer „Balkanisierung“ Europas zu zerstreuen. Die später berühmten vierzehn Punkte von Wilson enthielten das Ziel, die Donaustaaten sollten sich frei und selbstständig entwickeln. Dies implizierte unausgesprochen das Ende der Habsburger Monarchie.
Während Masaryk das Projekt in den USA vorantrieb, verhandelte Edvard Beneš mit Frankreich und Großbritannien. Am 3. Juni 1918 erkannte die britische Regierung den Tschechoslowakischen Nationalrat als vorläufige Regierung an. Am 29. Juni 1918 folgte die französische Regierung. Aus den USA kam am 11. August die Nachricht, dass der Nationalrat an den Verhandlungen der Alliierten teilnehmen dürfe. Am 3. September 1918 wurden Tschechen und Slowaken von den USA als kriegsteilnehmende Macht und ihr Nationalrat als rechtmäßiger Vertreter anerkannt.

## Staatsgründung

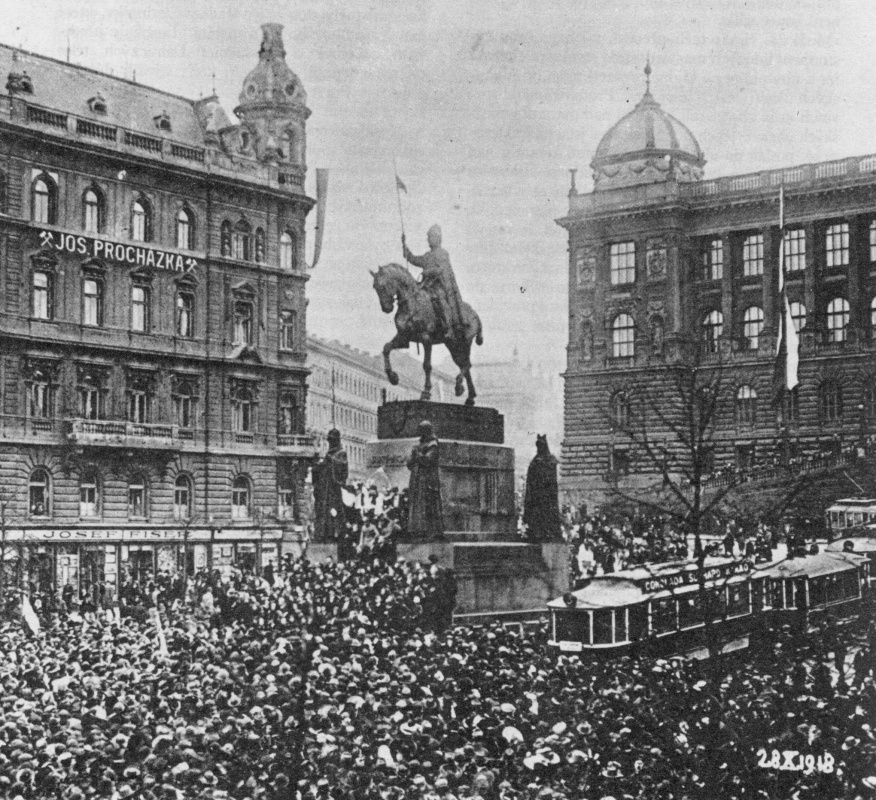
Großdemonstration am Wenzelsplatz, 28. Oktober 1918

Die Tschechoslowakei entstand als Staat 1918 durch den Zerfall Österreich-Ungarns am Ende des Ersten Weltkriegs. Rechtliche Grundlage war das Gesetz über die Errichtung des selbstständigen tschechoslowakischen Staates vom 28. Oktober 1918.
Kaiser Karls Versuch, mit seinem Kaiserlichen Manifest vom 16. Oktober 1918 wenigstens die österreichische Reichshälfte zu retten und in einen Bundesstaat mit weitgehender Autonomie für die einzelnen Nationen umzuwandeln, kam zu spät. Seine Einladung an die Nationalitäten Cisleithaniens, Nationalräte zu bilden, wurde angenommen, soweit dies nicht, wie durch die Tschechen, bereits ohne Einladung erfolgt war. Von einer bundesstaatlichen Ordnung unter Führung des Kaisers wollten die Nationalitäten der Monarchie nichts mehr wissen.
Die Tschechen ließen sich nicht darin beirren, einen eigenen, unabhängigen und demokratisch orientierten Staat zu gründen. Zwei Tage später überreichte Masaryk dem amerikanischen Außenministerium die Washingtoner Erklärung und drei Tage nach dem kaiserlichen Manifest unterstützte Wilson die tschechischen Forderungen, indem er von Österreich-Ungarn verlangte, die Autonomie der Nationalitäten der Doppelmonarchie anzuerkennen. Am 28. Oktober 1918 wurde hierauf im Prager Gemeindehaus von Vertretern vier tschechischer Parteien der tschecho-slowakische Staat ausgerufen („Männer des 28. Oktober“). Der k.k. Statthalter und die k.u.k. Garnison nahmen dies widerspruchslos zur Kenntnis; der Statthalter überließ die Amtsgeschäfte seinem tschechischen Stellvertreter. Zwei Tage später konstituierte sich der neue Nachbarstaat Deutschösterreich. Masaryk, der erst am 21. Dezember aus dem Exil nach Prag zurückkehrte, war am 14. November von den Parlamentariern zum Staatspräsidenten, Beneš zum Außenminister der Vorläufigen tschecho-slowakischen Regierung unter Masaryks Vorsitz gewählt worden. Am gleichen Tag wurde die Regierung Karel Kramář als erste reguläre Regierung des neuen Staates gebildet.
Eine Gruppe slowakischer Politiker proklamierte am 30. Oktober 1918 in Turčiansky Svätý Martin (heute Martin) in der so genannten Martiner Deklaration den Anschluss der Slowakei an den neuen Staat. Die slowakische Bevölkerung verhielt sich gegenüber dem neu gegründeten Staat überwiegend abwartend.
Der neue Staat bestand 1921 aus 14 Millionen Menschen, von denen 50,82 % Tschechen, 23,36 % Deutsche, 14,71 % Slowaken, 5,57 % Ungarn und 3,45 % Ruthenen waren. Außerdem lebten in dem Gebiet noch einige Rumänen, Polen und Kroaten. Die neue Tschechoslowakei stellte sich somit im Gegensatz zur tschechisch-nationalen Rhetorik wie Altösterreich als Staat mit ethnischer Vielfalt dar.

### Grenzregelungen mit Nachbarstaaten

#### Ungarn

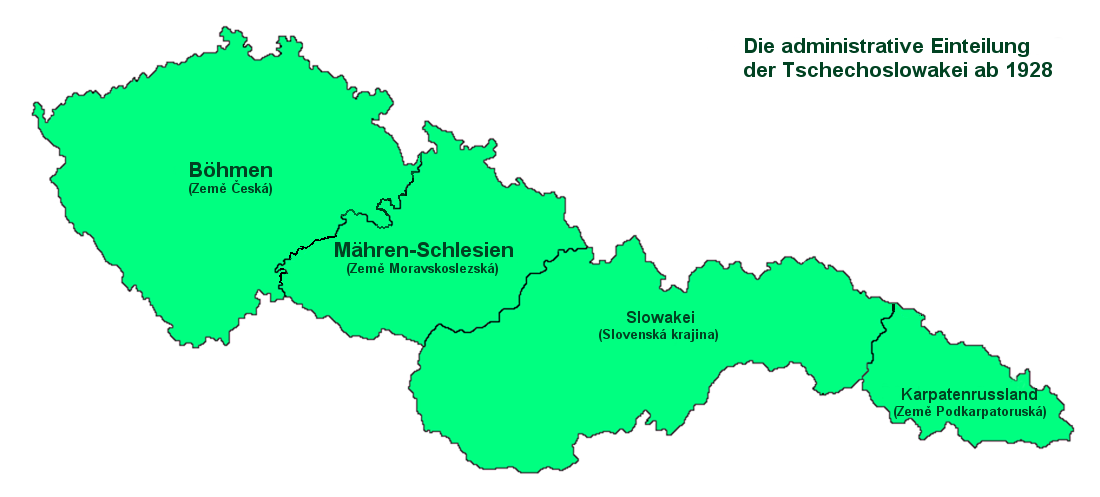
Die Tschechoslowakei 1928 mit der Karpatenukraine (im Osten)

Die Integration der bis dahin zum Königreich Ungarn gehörigen Slowakei sowie der Karpatenukraine hatte Masaryk noch in den USA mit dort lebenden Karpato-Ruthenen und Repräsentanten der Auslandsslowaken am 30. Mai 1918 vereinbart. Ungarn setzte der Gründung der Tschechoslowakei gewaltsamen Widerstand entgegen, da es die Slowakei als integralen Bestandteil seines Staatsgebietes betrachtete.
Der erste tschechische Versuch, die Slowakei militärisch zu besetzen, scheiterte im Dezember 1918, der zweite Anlauf im Mai/Juni 1919 geriet nach Anfangserfolgen zum Debakel. Erst ein von Beneš erwirktes französisches Ultimatum, eine Kriegsdrohung an Ungarn, rettete die Situation für Prag. Die Ungarn zogen sich am 4. Juli 1919 nun endgültig zurück. Seit dem 24. Juli 1919 gehörten die Slowakei und die Karpatenukraine definitiv zum neuen gemeinsamen Staat mit den ehemaligen Ländern der böhmischen Krone.
Acht Monate wurde mit Waffengewalt um die Slowakei gekämpft, bis die Pariser Friedenskonferenz im Sommer 1919 zugunsten Prags entschied.
Im Vertrag von Trianon mussten die ungarischen Teile der Slowakei an die Tschechoslowakei abgetreten werden.

#### Deutschösterreich
Die Provisorische Nationalversammlung für Deutschösterreich, an der sämtliche 1911 gewählten deutschen Abgeordneten zum k.k. Reichsrat teilnahmen, beanspruchte für ihren neuen Staat das gesamte zusammenhängende deutsche Siedlungsgebiet Altösterreichs, somit auch die in den Ländern der böhmischen Krone (Sudetenland) gelegenen Gebiete. Sie hatte allerdings im Gegensatz zum Tschechischen Nationalrat keine militärischen Vorbereitungen zur Inbesitznahme dieser Gebiete getroffen.
Die Deutschböhmen und Deutschmährer, für die sich zunehmend der Begriff „Sudetendeutsche“ durchsetzte, setzten Ende November und Anfang Dezember 1918 ihrer Eingliederung in die Tschechoslowakei nur vereinzelt Widerstand entgegen. An einigen Orten kam es zu bewaffnetem Widerstand, so am 27. November in der Industriestadt Brüx und am 2. Dezember bei Kaplitz. Als am 4. März 1919 die ohne sudetendeutsche Beteiligung neu gewählte deutschösterreichische Nationalversammlung zusammentrat, demonstrierten Sudetendeutsche vergeblich für ihr Selbstbestimmungsrecht. Tschechisches Militär zerschlug die Kundgebungen teilweise mit Waffengewalt. 54 Tote und fast 200 Verletzte waren zu beklagen. Der Vertrag von Saint-Germain bestätigte im Herbst 1919 die tschechoslowakische Position.

#### Polen
1919 brach der Polnisch-Tschechoslowakische Grenzkrieg um das Olsa-Gebiet aus. Der Streit um ein verhältnismäßig sehr kleines Gebiet konnte endgültig erst 1958 beigelegt werden. Auch kleinere Gebietsforderungen Polens an der Nordgrenze der heutigen Slowakei führten immer wieder zu Spannungen (siehe Tschechoslowakisch-polnische Grenzkonflikte).

#### Friedensverträge 1919/20
Durch die Pariser Vorortverträge mit den unterlegenen Staaten des Ersten Weltkrieges kam es für die junge Republik zu weiteren kleineren Gebietsveränderungen:
- Deutschland musste nach dem Friedensvertrag von Versailles das Hultschiner Ländchen (tschechisch Hlučínsko) abtreten (10. Januar 1920).

- Österreich musste im Vertrag von Saint-Germain zwei kleine Gebiete Niederösterreichs an die Tschechoslowakei abtreten (31. Juli 1920), beide aus eisenbahnstrategischen Gründen:
  - das Gebiet um Feldsberg (tschechisch Valticko) mit den Orten Feldsberg/Valtice, Bischofswarth/Hlohovec, Garschönthal/Úvaly, Unterthemenau/Poštorná und Oberthemenau/Charvátská Nová Ves (dadurch verlief nun die Bahnverbindung Nikolsburg/Mikulov–Lundenburg/Brečlav ausschließlich auf tschechoslowakischem Gebiet).
  - das Gebiet nördlich von Weitra im Waldviertel (tschechisch Vitorazska) mit den Orten Unterwielands/České Velenice, Rottenschachen/Rapšach, Witschkoberg/Halámky, Tannenbruck/Trpnouze, Schwarzbach/Tušť, Beinhöfen/Dvory nad Lužnicí, Gundschachen/Kunšach, Erdweis/Nová Ves nad Lužnicí, Abbrand/Spáleniště, Zuggers/Krabonoš, Sofienwald/Žofina Hut, Weissenbach/Vyšne und Naglitz/Nakolice (damit befanden sich nun der Bahnhof von Gmünd, Niederösterreich, und die beiden aus Böhmen auf ihn zulaufenden Strecken auf tschechischem Gebiet).

- Ungarn musste durch den Vertrag von Trianon nun auch Petržalka/Pozsonyligetfalu/Engerau, heute Teil des Stadtgebiets von Bratislava am südlichen Donauufer, abtreten. Durch die tschechoslowakisch-ungarische Grenzkommission wurden die zuvor zur Tschechoslowakei geschlagenen Gemeinden Šomošová/Somoskőújfalu und Šomoška/Somoskő (29. April 1923) sowie Šušava/Susa (4. Oktober 1922) wieder an Ungarn zurückgegeben.[6]

- Mit Rumänien kam es im Zuge des Vertrags von Sévres zu einem Gebietsaustausch in der Karpatenukraine (1921); dabei wurde das Gebiet um die Ortschaften Veľká Palad, Fertešalmáš und Aklín gegen ein weiter östlich gelegenes Gebiet um die Ortschaften Bočkov (rumänisch Bocicău), Komlóš (rumänisch Comlăușa), Veľká Ternavka (rumänisch Tarna Mare), Suchý potok (rumänisch Valea Seacă) sowie weiter im Osten südlich der Theiß bei Tjatschiw der Ort Valea Francisc/Franzensthal (heute rumänisch Piatra) getauscht.[7]

### Tschechoslowakische Republik

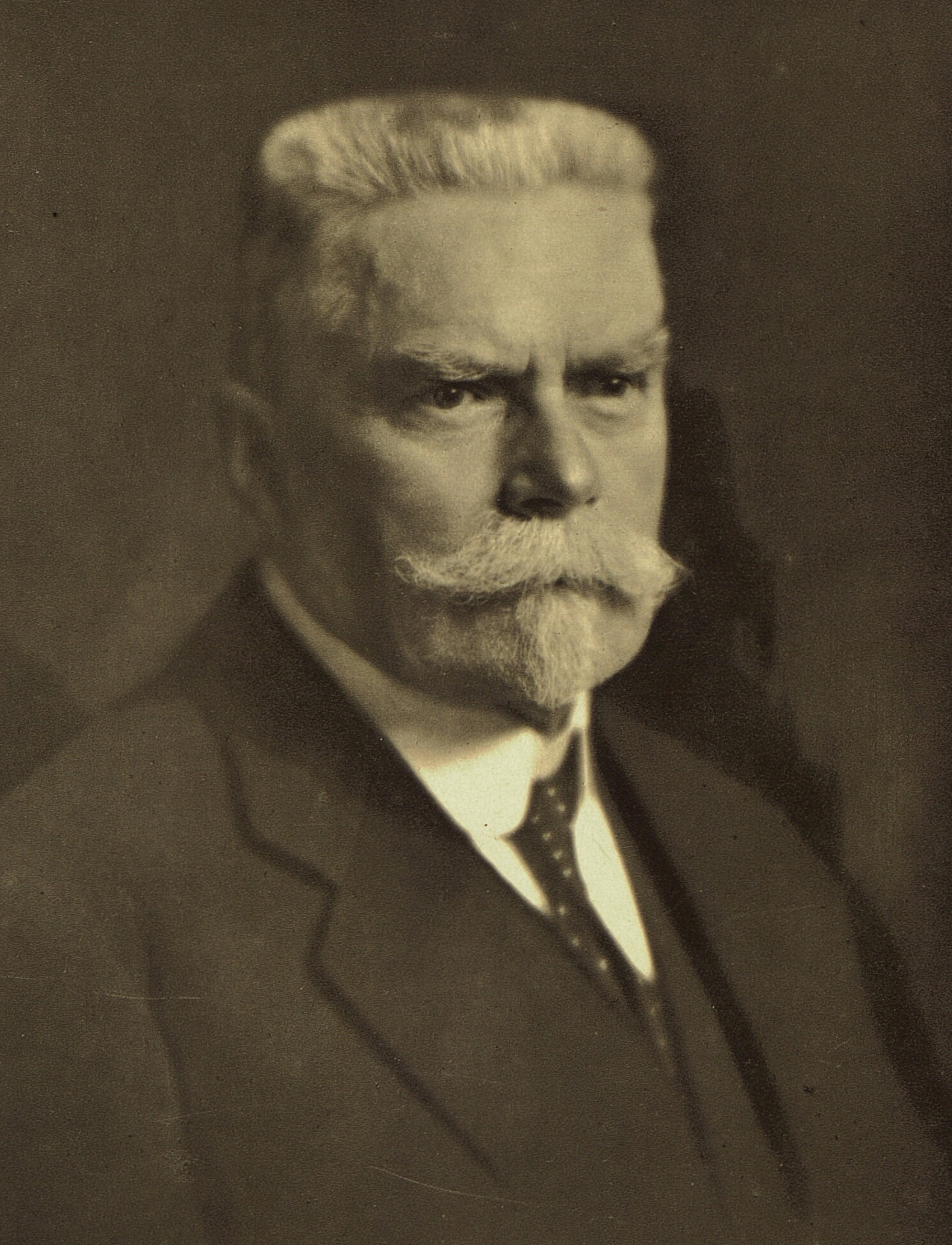
Karel Kramář

Rechtliche Grundlage für die Errichtung des neuen Staates war das Gesetz über die Errichtung des selbstständigen tschechoslowakischen Staates vom 28. Oktober 1918.
Die offizielle Bezeichnung war von 1918 bis 1938 Tschechoslowakische Republik (ČSR, anfangs RČS); bis 1920 Kurzform Tschecho-Slowakei. Der Staat ging aus den vorher zu Österreich gehörenden Gebieten Böhmen, Mähren und Österreichisch-Schlesien (nunmehr zum Land Mähren-Schlesien vereinigt), sowie aus den zu Ungarn gehörenden Gebieten Oberungarn (Slowakei) und Karpatenukraine (Podkarpatská Rus, heute Oblast Transkarpatien (Ukraine)) hervor.
Als erster Präsident wurde der Philosoph und Soziologe Tomáš Garrigue Masaryk gewählt. Erster Ministerpräsident war Karel Kramář in seiner Regierung Kramář 1918–1919. Die provisorische Verfassung von November 1918 wurde vom Tschechoslowakischen Nationalausschuss verabschiedet, der im Juni 1918 aus Vertretern tschechischer Parteien entsprechend den Wahlergebnissen von 1911 zusammengesetzt war.

Das Wappen der Tschechoslowakei

Die Verfassungsurkunde der Tschechoslowakischen Republik wurde am 29. Februar 1920 angenommen – nicht durch ein gewähltes Parlament, sondern durch die sogenannte Revolutionäre Nationalversammlung, die durch eine Erweiterung des oben genannten Nationalausschusses gebildet worden war. Von den 270 Abgeordneten der Nationalversammlung waren den Slowaken 54 Sitze zugeteilt worden. Der überwiegende Teil der Deutschen in Böhmen und Mähren lehnte die Gründung des neuen Staates ab und boykottierte die Nationalversammlung. So wurde die Gelegenheit verpasst, die Entstehung eines neuen Staates zu beeinflussen. 
Für die Stadtratswahlen vom 15. Juni 1919 galten für Frauen und Männer zum ersten Mal dieselben Bedingungen. Vor der Trennung der Tschechischen Republik und der Slowakischen Republik erhielten Frauen in der Tschechoslowakei am 29. Februar 1920 das allgemeine aktive und passive Wahlrecht. Damit war das Frauenwahlrecht auf nationaler Ebene eingeführt. Die Wahl zur Nationalversammlung der Tschechoslowakei fand am 18. und 25. April 1920 statt.
Die ersten Parlamentswahlen zum Abgeordnetenhaus und Senat fanden anschließend am 18. April 1920 statt. Bei diesen Wahlen galt schon das mit der Verfassungsurkunde eingeführte Frauenwahlrecht. Weitere Parlamentswahlen fanden am 15. November 1925, am 28. Oktober 1929 und am 19. Mai 1935 statt. Unter den in der Zwischenkriegszeit revolutionierten oder entstandenen Staaten Mittel-, Ost- und Südosteuropas war die Tschechoslowakei der einzige, in dem sich die Demokratie als Staatsform auf Dauer durchsetzte. Sie blieb bis zu ihrer Zerschlagung im März 1939 parlamentarische Demokratie.
Die Gründung einer von Rom unabhängigen tschechoslowakischen Kirche 1920 und die Erhebung des Hus-Todestages zum Staatsfeiertag 1925 ließ den im 15. Jahrhundert entstandenen Konflikt mit dem Vatikan wieder aufflammen; dieser Konflikt wurde im Februar 1928 beigelegt. Die Beziehungen zum Vatikan blieben indessen schwierig.
1920 und 1921 wurde durch eine Serie von Verträgen die Kleine Entente gegründet, ein Bündnis zwischen der Tschechoslowakei, dem Königreich Jugoslawien und dem Königreich Rumänien, das gegen die Revisionspolitik von Miklós Horthy und gegen Versuche habsburgischer Wiederherstellung gerichtet war.
Die mit der russischen Oktoberrevolution, der deutschen Novemberrevolution und der kurzlebigen Ungarischen Räterepublik angefachte Revolutionsbewegung in Europa machte auch vor der Tschechoslowakei keinen Halt. So wurde 1921 die Kommunistische Partei der Tschechoslowakei gegründet.

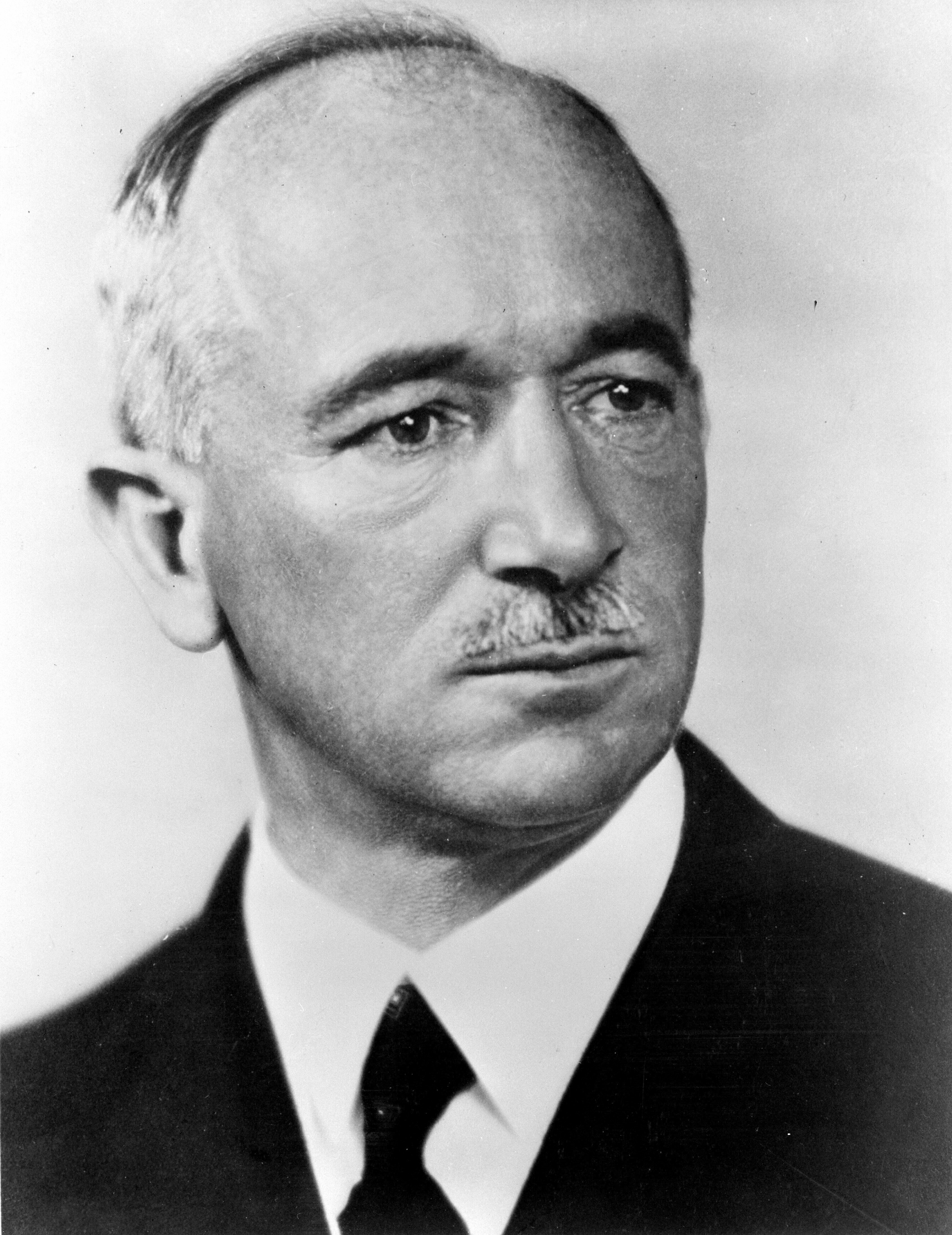
Edvard Beneš (1884–1948)

Nach Masaryks Rücktritt 1935 wurde sein engster Mitarbeiter Edvard Beneš zu seinem Nachfolger.
Die Zeitspanne 1934 bis 1938 brachte neben einem wirtschaftlichen Niedergang eine weitere Gefahr, denn in den Grenzgebieten mit überwiegend sudetendeutscher Bevölkerung fand die Sudetendeutsche Partei von Konrad Henlein einen aufnahmebereiten Nährboden. Im Jahre 1935 begann der Bau wirksamer Grenzbefestigungsanlagen nach dem Vorbild der Maginot-Linie.

### Innenpolitik
Die Tschechoslowakei war sowohl politisch als auch konfessionell ein heterogenes Gebilde. Nach den Ergebnissen der einzigen beiden tschechoslowakischen Volkszählungen der Zwischenkriegszeit bestand die Bevölkerung 1921 (1930) neben Tschechen 51,5 % (51,2 %) und Slowaken 14 % (15 %) noch aus einer großen Zahl von Deutschen 23,4 % (22,5 %) in den böhmischen Ländern (Sudetenland) und der Slowakei (Karpatendeutsche), sowie aus Magyaren 5,6 % (4,9 %) und Russinen (Ruthenen) beziehungsweise Ukrainern 3,5 % (3,9 %) in der Slowakei. Hierbei ist jedoch zu beachten, dass bei den Volkszählungen die Tschechen und Slowaken als „Tschechoslowaken“ angegeben wurden, so dass in manchen Quellen abweichende Anteile der Tschechen und Slowaken vorzufinden sind (zum Beispiel 43 % Tschechen und 22,5 % Slowaken), deren Summe aber von der obigen nicht abweicht. Die Ruthenen und Ukrainer wurden als Rus(ové) angegeben.
Das Verhältnis der Volksgruppen zueinander war konfliktbeladen. Es gab mehrere kleinere Auseinandersetzungen.
Tschechoslowakische Abgeordnetenkammer 1920–1935 unter Berücksichtigung der deutschen und ungarischen Parteien
| Partei | Mandate 1920 | Mandate 1925 | Mandate 1929 | Mandate 1935 | Stimmen 1935 |
| --- | ------------ | ------------ | ------------ | ------------ | ------------ |
| Československá sociálně demokratická strana dělnická (Tschechoslowakische Sozialdemokratische Arbeiterpartei) | 74           | 29           | 39           | 38           | —            |
| Československá strana lidová (Tschechoslowakische Volkspartei)                                                | 33           | 31           | 25           | 22           | —            |
| Československá strana národně socialistická (Tschechoslowakische Volkssozialistische Partei)                  | 24           | 28           | 32           | 28           | —            |
| Československá národní demokracie Tschechoslowakische nationale Demokratie                                    | 19           | 13           | 15           | —            | —            |
| Českoslovanská strana agrární Tschechoslowakische Agrarier-Partei                                             | 28           | 45           | 46           | 45           | —            |
| Československá živnostensko-obchodnická strana středostavovská Tschechoslowakische Gewerbe- und Handelspartei | 6            | 13           | 12           | 17           | —            |
| Komunistická strana Československa (Kommunistische Partei der Tschechoslowakei)                               | —            | 41           | 30           | 30           | —            |
| Národní sjednocení Nationale Vereinigung                                                                      | —            | —            | —            | 17           | —            |
| Národní obec fašistická Nationale faschistische Gemeinde                                                      | —            | —            | 3            | 6            | —            |
| Hlinkas Slowakische Volkspartei                                                                               | —            | 23           | 19           | 22           | —            |
| Slovenská národná strana (Slowakische Nationalpartei)                                                         | 12           | —            | —            | —            | —            |
| Summe der tschechoslowakischen Parteien                                                                       | 196          | 223          | 221          | 225          |              |
| Sudetendeutsche Partei                                                                                        | —            | —            | —            | 44           | 1.256.010    |
| Deutsche Nationalpartei                                                                                       | —            | 10           | 7            | —            | —            |
| Deutsche Nationalsozialistische Arbeiterpartei                                                                | 15           | 7            | 8            | —            | —            |
| Deutsche sozialdemokratische Arbeiterpartei                                                                   | 31           | 17           | 21           | 11           | 300.406      |
| Deutsche Christlich-Soziale Volkspartei                                                                       | 7            | 13           | 14           | 6            | 163.666      |
| Bund der Landwirte                                                                                            | 11           | 24           | —            | 5            | 142.775      |
| Ungarische Parteien und sudetendeutscher Wahlblock                                                            | 9            | 4            | 9            | 9            | 292.847      |
| Vereinigte deutsche Parteien                                                                                  | 6            | —            | 16           | —            | —            |
| Summe der deutschen und ungarischen Parteien                                                                  | 79           | 71           | 75           | 75           |              |
| Vereinigte polnische und jüdische Parteien                                                                    | —            | —            | 4            | —            | —            |

- Ungarische Parteien und sudetendeutscher Wahlblock (1935):[14] Deutsch-demokratische Freiheitspartei, Deutsche Gewerbepartei, Deutschnationale Partei, Sudetendeutsche Landbund, Deutsche Arbeiterpartei, Zipser deutsche Partei, Ungarische Christlichsoziale Partei, Ungarische Nationalpartei

Die sudetendeutsche Volksgruppe lebte vor allem in den industriell geprägten Ballungsräumen und stellte prozentual eine größere Volksgruppe dar als die Slowaken. Mit ihrer Stellung im Staat waren sie unzufrieden, denn der Einmarsch tschechischer Truppen hatte 1918 Volksabstimmungen der deutschen Minderheit verhindert und der von den Sudetendeutschen geplante Anschluss an Österreich war von den Siegermächten untersagt worden. Ehemals österreichische Beamte, die kein Tschechisch sprachen, wurden entlassen, ebenso erging es vielen Chefs staatseigener Betriebe. In den deutschen Schulen wurde die Staatssprache Tschechisch als Pflichtfach eingeführt (der sonstige Unterricht blieb deutsch). Viele Sudetendeutschen lehnten die Verpflichtung zum Erlernen der Staatssprache ab, wie sie in den zwanziger Jahren überhaupt in einer Fundamentalopposition gegenüber den neuen Machthabern verharrten, gekennzeichnet durch Aktivismus und Negativismus. Nachdem die Deutsche Nationalpartei unter der Leitung von Rudolf Lodgman von Auen bei den Wahlen von 1920 einen gewissen Erfolg errungen hatte, sank ihre Bedeutung im Laufe der späten Zwanzigerjahre zusehends. Die deutschen Sozialdemokraten waren von 1920 bis 1935 die stärkste deutsche Fraktion im Prager Abgeordnetenhaus und wurden ab 1929 mit ihrem Vorsitzenden Ludwig Czech, der verschiedene Ministerposten bekleidete, auch Regierungspartei. Ab 1933 waren große Teile der sudetendeutschen Bevölkerung von den Anfangserfolgen des deutschen Nationalsozialismus fasziniert. Die zuerst nach Autonomie strebende Sudetendeutsche Partei von Konrad Henlein, hervorgegangen aus der Deutschen Nationalsozialistischen Arbeiterpartei, wandte sich ab 1937 Adolf Hitler zu.
Unzufrieden waren auch die Slowaken, die innerhalb des Staates keine Autonomie erhalten hatten, obwohl sie ihnen durch den Pittsburgher Vertrag zwischen Amerikatschechen und Amerikaslowaken im Mai 1918 zugesichert worden war. Sie fühlten sich zudem durch den Begriff der tschechoslowakischen Nation beleidigt. 1929 kam es zudem zur Verurteilung einer der führenden slowakischen Persönlichkeiten, des slowakischen Professors Vojtech Tuka (* 1880, † 1946) zu 15 Jahren Zuchthaus, von denen er acht Jahre tatsächlich im Gefängnis absitzen musste. Tuka wurde während des Zweiten Weltkriegs slowakischer Premierminister. Slowakisch und Deutsch waren Anfang des 20. Jahrhunderts an Grundschulen in Ungarn nur als Fremdsprache zugelassen. Daher fehlte es an einer Slowakisch sprechenden Intelligenz. Sie wurde durch tschechische Lehrer und Beamte ersetzt, deren Verhalten von den Slowaken als arrogant empfunden wurde. Die tschechischen Lehrer und Beamten trugen deutlich zu einer Tschechisierung der slowakischen Sprache bei.

### Wirtschaft
In der Zwischenkriegszeit war die Tschechoslowakei eines der fortschrittlichsten Länder Europas. Sie gehörte zu den stärksten Industriestaaten des Kontinents, wobei die Schwerindustrie eher im Landesinnern angesiedelt war, während in der überwiegend von Deutschen bewohnten Grenzregion Leichtindustrie vorherrschte. In den 1920er Jahren stieg die Tschechoslowakei zum siebtgrößten Waffenexporteur der Welt auf. Schon vor 1918 waren die böhmischen Länder das industriereichste Gebiet der Donaumonarchie. Jedoch war die Slowakei bis in die 1960er Jahre wirtschaftlich deutlich schwächer als der westliche Landesteil. Die Karpatenukraine, die 1945 von der UdSSR annektiert und der Ukrainischen SSR einverleibt wurde, war 1918 ein praktisch industrieloses Gebiet mit einem hohen Anteil von Analphabeten in der Bevölkerung. Die Weltwirtschaftskrise traf auch die Tschechoslowakei in den Jahren 1929 bis 1933. Die Zahl der Arbeitslosen belief sich auf etwa eine Million.

## Zerschlagung 1938/39

### Sudetenkrise
Im März 1938 begann die Sudetenkrise, die durch das provokative Karlsbader Programm der Sudetendeutschen Partei verschärft wurde und im Münchner Abkommen vom 29. September 1938 (von den Tschechen auch Münchner Diktat genannt) gipfelte. Die Tschechoslowakei musste ihr gesamtes Grenzgebiet zum Deutschen Reich mit mehrheitlich deutschsprachiger Bevölkerung (Sudetenland) an dieses abtreten, was bereits am 30. September 1938 geschah. Ungarn sowie Polen wurde erlaubt, ähnliche Forderungen betreffend ethnisch ungarischer und polnischer Gebiete an die Tschechoslowakei zu stellen, was später auch eintrat.
Nach der Ausführung des Abkommens hinterließ man mit nicht mehr als 40 % der tschechischen Industrie einen fast wehrunfähigen und nur noch mühsam wirtschaftlich selbstständigen Reststaat. In den besetzten Gebieten fanden zunächst Vertreibungen und Morde an Tschechen sowie Massenmorde und Verschleppungen von tschechischen Juden und Sinti beziehungsweise Roma statt. Die darauf folgenden Vergeltungsaktionen, wie zum Beispiel Sabotageakte tschechischer Widerstandskämpfer, führten erneut zu grausamen Aktionen durch die Wehrmacht und die SS.

### Die Zweite Republik und ihre „Liquidierung“ (1938/39)

Das schrittweise Ende der Tschechoslowakei 1938–39

Präsident Edvard Beneš legte am 5. Oktober 1938 sein Amt nieder und ging nach London. In Anbetracht des Chaos und des Machtvakuums, das Beneš hinterlassen hatte, erklärten die Slowaken einen Tag später ihre ersehnte Autonomie innerhalb der Tschechoslowakei. Diese wurde einen Tag später von der Nationalversammlung anerkannt und am 22. November im so genannten Autonomiegesetz verankert, durch das auch der Staat zutreffend in Tschecho-Slowakische Republik umbenannt wurde. Dieser Staat ist auch unter dem Namen Zweite Republik bekannt. Am 11. Oktober wurde auch die erste autonome Regierung der Karpatenukraine errichtet.
Am 31. Oktober 1938 erließ Hitler eine Richtlinie über die endgültige Liquidierung der Tschechoslowakei und die Abtrennung der Slowakei. Diese Richtlinie wurde dann in der Folge verwirklicht. Am 2. November verlor die Slowakei durch den Ersten Wiener Schiedsspruch etwa ein Drittel des Staatsgebietes an Ungarn.
Im Februar 1939 begannen die Deutschen, die slowakischen Vertreter offiziell zur Erklärung einer selbstständigen Slowakei zu überreden. Um dies zu verhindern, besetzten am 9. März tschechische Truppen die Slowakei. 253 Slowaken wurden in Mähren interniert und in der Slowakei wurde eine neue Regierung eingesetzt. Am 13. März lud Hitler den von den Tschechen abgesetzten slowakischen Premierminister Jozef Tiso nach Berlin ein. Praktisch einem Ultimatum gleich, „empfahl“ er ihm, unverzüglich die Unabhängigkeit der Slowakei auszurufen, da die Slowakei andernfalls Ungarn und Polen überlassen werde. 
Am 14. März 1939 stimmte das aus Wahlen hervorgegangene slowakische Parlament einstimmig für die Selbstständigkeit.
Mit der Errichtung der Ersten Slowakischen Republik, einem deutschen Vasallenstaat, hatte die Tschecho-Slowakei aufgehört zu existieren. Einen Tag später, am 15. März 1939, besetzte die Wehrmacht entgegen dem Münchner Abkommen und ohne Zustimmung der anderen Großmächte die sogenannte Rest-Tschechei. Dieses Gebiet wurde zum Reichsprotektorat erklärt. Gleichzeitig besetzte Ungarn entgegen dem Wiener Schiedsspruch die Karpatenukraine (Karpatenrussland). Nach einem weiteren Angriff Ungarns am 23. März im slowakisch-ungarischen Krieg vom 23. März bis zum 4. April 1939 verlor die Slowakei „nur“ die östlichsten Gebiete des strittigen Landesteils.

## Fremdherrschaft, Vasallenstaat, Exil 1939–1945

### Protektorat

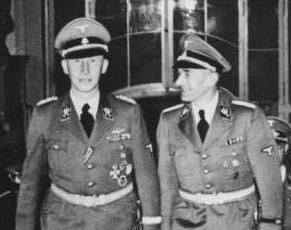
Reinhard Heydrich und Karl Hermann Frank in Prag, 1941

Das 1939 entstandene Protektorat Böhmen und Mähren umfasste die überwiegend von Tschechen bewohnten Teile Böhmens und Mährens. Die Regierung unter Präsident Emil Hácha stand unter der Aufsicht eines Reichsprotektors. Da das Protektorat dank seiner breiten industriellen Basis intensiv für die deutsche Kriegsrüstung genutzt wurde (zum Kriegsende lieferte das Protektorat etwa ein Drittel des deutschen Kriegsgeräts), fanden hier weniger Massenmordaktionen statt als in anderen besetzten Ländern östlich von Deutschland. Von den rund 120.000 Juden der böhmischen Länder (davon rund 30.000 im sudetendeutschen Grenzgebiet, 90.000 im tschechischen Gebiet, dem späteren Protektorat) wurden rund 78.000 von den Nationalsozialisten ermordet. Weiters fanden Verschleppungen in das Konzentrationslager Theresienstadt (Terezín) und in andere Arbeitslager außerhalb des Protektorats statt. Zudem wurden etwa 8000 Tschechen ermordet, davon etwa 1700 während der Terrorwelle nach dem Heydrich-Attentat. Die genauen Opferzahlen der NS-Herrschaft in der Tschechoslowakei sind bis heute nicht geklärt: die Forschung rechnet mit 330.000 bis 360.000 Opfern, darunter rund 270.000 Juden.
Nach dem tödlichen Attentat auf den stellvertretenden Reichsprotektor Reinhard Heydrich machten die Nationalsozialisten am 10. Juni 1942 das Dorf Lidice und den Weiler Ležáky dem Erdboden gleich. Alle männlichen Einwohner wurden erschossen, Frauen, Kinder und Alte in Konzentrationslager deportiert (zusammen über 350 Tote). Die Verschleppung von Juden in die Konzentrationslager wurde fortgesetzt.
Vier Tage vor Kriegsende brach im Mai 1945 in Prag und anderen tschechischen Städten ein bewaffneter Aufstand los, in dem die zahlreichen Aktionen des tschechischen Widerstandes gipfelten.

### Slowakei
Die Slowakei dagegen wurde, bis auf einen kleinen Streifen entlang Mährens (bis zu den östlichen Rändern der Kleinen und Weißen Karpaten sowie des Javorník-Gebirges), nicht von deutschen Truppen besetzt. Sie musste in der Folge mit Deutschland nur einen „Schutzvertrag“ abschließen. Verschleppungen von nichtjüdischen Slowaken und Roma fanden nicht statt. Die jüdischen Slowaken wurden aber nach ständigem Druck Deutschlands in Arbeitslager ins Ausland verschleppt. Nachdem jedoch publik wurde, um welche Art von Lagern es sich in Wirklichkeit handelte, wurden die Transporte gestoppt. Sie wurden aber Ende 1944 wieder aufgenommen. Ursache hierfür war der Slowakische Nationalaufstand. Viele Slowaken waren im August 1944 in diesem militärisch gescheiterten, aber für die Nachkriegszeit wichtigen Aufstand gegen Hitler beteiligt. Hitler hatte deswegen beschlossen, auch die Slowakei militärisch zu besetzen.

### Exilregierung
In London gründete Beneš 1940 die Tschechoslowakische Exilregierung, er selbst wurde ihr Präsident. Die Exilregierung wurde von Großbritannien, später auch von den USA und der Sowjetunion anerkannt. Mit diesen Partnern vereinbarte Beneš noch während des Krieges die Vertreibung der Deutschen aus der Tschechoslowakei.
Grundsätzlich war Beneš von den Westmächten auf Grund des Münchner Abkommens, mit dem sie die mit ihnen verbündete Tschechoslowakei im Stich gelassen hatten, zutiefst enttäuscht und sah die Selbstständigkeit der Tschechoslowakei in Zukunft nur durch ein enges Bündnis mit der Sowjetunion gesichert. Er stellte sich vor, sein Land zwischen dem kommunistischen Osten und dem kapitalistischen Westen mit einer Gesellschaftsordnung des „dritten Weges“ etablieren zu können.

## Wiedererrichtung und Staatsstreich 1945–1948
Diese Zeit, von der Befreiung bis zum Februarumsturz, umfasst die sogenannte Dritte Tschechoslowakische Republik.

### Befreiung
Die Tschechoslowakei wurde größtenteils durch die Rote Armee befreit (sie nahm Bratislava am 4. April und Prag am 9. Mai 1945 ein), das südwestliche Böhmen wurde durch die 3. US-Armee von General Patton befreit. In der Hauptstadt kam es zwischen dem 5. und 9. Mai zum Prager Aufstand. Die Besetzung Prags durch die Rote Armee am 9. Mai beendete auch den Kampf des tschechoslowakischen Widerstands gegen das NS-Regime.
Die Tschechoslowakei wurde nahezu in ihren Grenzen von 1937 wiederhergestellt. Bei Bratislava wurde der sogenannte Pressburger Brückenkopf zu Lasten Ungarns vergrößert. Die Karpatenukraine war 1944 bis 46 wieder formal Teil der Tschechoslowakei, konnte aber de facto nicht wiedergewonnen werden, da sie von der Sowjetunion besetzt war und von dieser für sich beansprucht wurde. 1946 wurde die Karpatenukraine vollständig an die Sowjetunion abgetreten und wurde Teil der Ukrainischen Sozialistischen Sowjetrepublik. Lediglich der Ort Lekárovce  blieb 1946 bei der Tschechoslowakei.

### Machtübernahme der Kommunisten
Nach dem Zweiten Weltkrieg war die offizielle Bezeichnung von 1945 bis 1960 wieder Tschechoslowakische Republik (ČSR). Auf Geheiß aus Moskau bildete Präsident Edvard Beneš eine Koalitionsregierung der „Nationalen Front“ unter Ministerpräsident Zdeněk Fierlinger. Das am 5. April 1945 verabschiedete Kaschauer Programm bildete die Basis ihrer Arbeit. Beneš’ öffentliche Äußerungen über die Sudetendeutschen bewirkten in Tschechien Racheakte, Massenflucht sowie die Odsun genannte Abschiebung und Vertreibung auf der Basis des von allen Alliierten beschlossenen Potsdamer Abkommens und der Beneš-Dekrete. Rund drei Millionen Deutsche wurden so 1945 / 1946 aus dem Staatsgebiet entfernt. Ursprünglich war auch die Entfernung der ungarischen Minderheit aus der Südslowakei vorgesehen, doch ist nach einer Vereinbarung mit Ungarn sowie der weitgehenden Zurücknahme der anfänglichen Umsiedlungsversuche nach Tschechien 1948 die Anzahl der Ungarn in der Slowakei gegenüber dem Vorkriegsstand nur geringfügig gesunken.
Die Parlamentswahl 1946 gewannen in Böhmen und Mähren die Kommunisten mit 40 % und in der Slowakei die Demokratische Partei mit 62 %. Da jedoch die Slowakei deutlich kleiner ist als Böhmen und Mähren, hat dieses Wahlergebnis den (schon seit dem Zweiten Weltkrieg teilweise von Moskau aus gelenkten) Kommunisten insgesamt auf landesweiter Ebene ermöglicht, in Prag in der Regierung Klement Gottwald I zuerst entscheidende Ministerposten zu besetzen, dann 1947 schnell die slowakische Demokratische Partei aus dem Weg zu räumen und mit der Verstaatlichung der Wirtschaft zu beginnen. Im Februar 1948 konnten sie schließlich durch den Februarumsturz die Macht vollständig an sich reißen (Regierung Klement Gottwald II).

#### Beneš-Dekrete
Im Zuge der Wiederherstellung des Staates wurden in der Ära Beneš, die sogenannten Beneš-Dekrete erlassen. Neben gewöhnlichen Verwaltungsangelegenheiten regelten diese auch die Bestrafung, Vermögensenteignung und Vertreibung der als „Staatsfeinde“ angesehenen Deutschen und Ungarn. Zwischen Kriegsende und dem Potsdamer Bevölkerungstransferbeschluss am 2. August 1945 sind im Zuge der sogenannten wilden Vertreibungen bereits an die 800.000 Deutsche sowohl geplant als auch spontan über die Grenzen nach Österreich und Deutschland getrieben worden. Viele von ihnen sahen sich auch gezwungen, vor Schikanen und Misshandlungen zu fliehen. Eine juristische Aufarbeitung der Geschehen hat nicht stattgefunden. Das Beneš-Dekret 115/46 (Straflosstellungsgesetz) erklärt Handlungen bis zum 28. Oktober 1945 im Kampfe zur Wiedergewinnung der Freiheit…, oder die eine gerechte Vergeltung für Taten der Okkupanten oder ihrer Helfershelfer zum Ziel hatte, … für nicht widerrechtlich. Die Siegermächte des Zweiten Weltkrieges nahmen am 2. August 1945 im Potsdamer Protokoll, Artikel XIII, zu den wilden und kollektiv verlaufenden Vertreibungen der deutschen Bevölkerung konkret nicht Stellung. Explizit forderten sie jedoch einen „geordneten und humanen Transfer“ der „deutschen Bevölkerungsteile“, die „in der Tschechoslowakei zurückgeblieben sind“. Zwischen dem Februar und 24. Oktober 1946 erfolgte die Zwangsaussiedlung der deutschen Bürger aus der damaligen Tschechoslowakei. Im Bericht von Francis E. Walter an das US-Repräsentantenhaus wurde vermerkt, dass die Transporte keineswegs den vorgegebenen Bestimmungen entsprachen. Alles private und öffentliche Vermögen der deutschen Einwohner wurde durch das Beneš-Dekret 108 konfisziert. Die in Österreich befindlichen Sudetendeutschen wurden zum Großteil, in Übereinstimmung mit den ursprünglichen Überführungs-Zielen der Alliierten, nach Deutschland weiter transferiert.
Die katholische Kirche wurde in der kommunistischen Ära enteignet. Das Vermögen der evangelischen Kirche wurde durch das Beneš-Dekret Nr. 131 liquidiert.

## Die kommunistische Ära 1948–1989

### Ära Gottwald
Der wieder gegründete und nach dem Februarumsturz von 1948 unter der Herrschaft der kommunistischen Partei stehende Staat hatte sich der stalinistischen Politik der Sowjetunion zu unterwerfen. Edvard Beneš trat zurück, weil er die neue Verfassung vom 9. Mai 1948 nicht unterschreiben wollte. Der kommunistische Führer Klement Gottwald proklamierte eine sozialistische Republik. Er wurde Staatspräsident und Erster Sekretär der Kommunistischen Partei.
In diese Zeit fallen auch die Schauprozesse von Jihlava (Iglau). Anlass dafür war der am 2. Juli 1951 erfolgte Mord an drei örtlichen kommunistischen Funktionären in dem mährischen Dorf Babice, bekannt als der Fall Babice. Dieses Verbrechen bot Gelegenheit zu einem Exempel gegen Bauern und die katholische Landbevölkerung um Moravské Budějovice, die die neue kommunistische Staatsdoktrin offen ablehnte. In den Prozessen wurden elf Todesurteile gefällt und gegen 111 Personen langjährige Zuchthausstrafen ausgesprochen, zu denen noch sippenhaftartige Benachteiligungen und Umsiedlungen kamen. Dies waren jedoch keineswegs die einzigen Schauprozesse in der stalinistischen Ära. Im November 1952 wurde Rudolf Slánský zusammen mit elf weiteren Angeklagten im „Slánský-Prozess“ zum Tode verurteilt.
Die tschechischen Landesteile Böhmen und Mähren bildeten mit der Slowakei bis 1969 einen einheitlichen zentralistischen Staat. Der Slowakei wurde jedoch – mehr oder weniger pro forma – eine gewisse Autonomie zugestanden, indem sie eine eigene Regierung hatte, deren Minister die Funktionsbezeichnung Poverenik (dt. Beauftragter) trugen. Man kann aber davon ausgehen, dass diese primär die verlängerte Hand der zentralen Regierung in Prag (in der die Slowaken mit Ministerposten auch vertreten waren) bilden sollte. Neben der Kommunistischen Partei der Tschechoslowakei (Komunistická strana Československa, KSČ) gab es auch eine Kommunistische Partei der Slowakei (Komunistická strana Slovenska, KSS) der gleichen Prägung.

### Ära Novotný
Nach dem Tod von Klement Gottwald 1953 folgte ihm Antonín Novotný als Parteisekretär, während Antonín Zápotocký das Amt des Staatspräsidenten übernahm. Die Entstalinisierungswelle nach dem 20. Parteikongress der KPdSU blieb in der Tschechoslowakei in verbalen Beteuerungen stecken, da weder die stalinistische Führungsschicht ausgewechselt, noch die Opfer der Säuberungen rehabilitiert wurden. Nachfolger des 1957 verstorbenen Staatspräsidenten Zápotocký wurde Novotný, der nun beide Ämter in seiner Hand vereinigte. 1960 wurde eine neue Verfassung erlassen und es kam zur Proklamation der Tschechoslowakischen Sozialistischen Republik (ČSSR). Die führende Rolle der KSČ war nun gesetzlich verankert, die Zentralisierung des Staates verschärfte sich auf Kosten slowakischer Institutionen.

### Prager Frühling: Das Intermezzo Dubčeks
Im Januar 1968 wurde Alexander Dubček zum Parteichef gewählt und löste damit den Stalinisten Novotný ab, der wenig später auch das Amt des Staatspräsidenten an Ludvík Svoboda verlor. Unter Dubček begann die Kommunistische Partei im Frühjahr 1968 ein Liberalisierungs- und Demokratisierungsprogramm, das durch die kritische und reformorientierte Öffentlichkeit beeinflusst und verstärkt wurde. Die Regierung schaffte die Pressezensur ab, garantierte Meinungsfreiheit und erlaubte Auslandsreisen. Ferner leitete sie Wirtschaftsreformen ein und suchte die Rolle der Kommunistischen Partei in der Gesellschaft neu zu bestimmen. Dieser Versuch, einen „Sozialismus mit menschlichem Antlitz“ zu schaffen, ging unter dem Schlagwort „Prager Frühling“ in die Geschichte ein.

### Breschnew-Doktrin: Ende der Liberalisierung

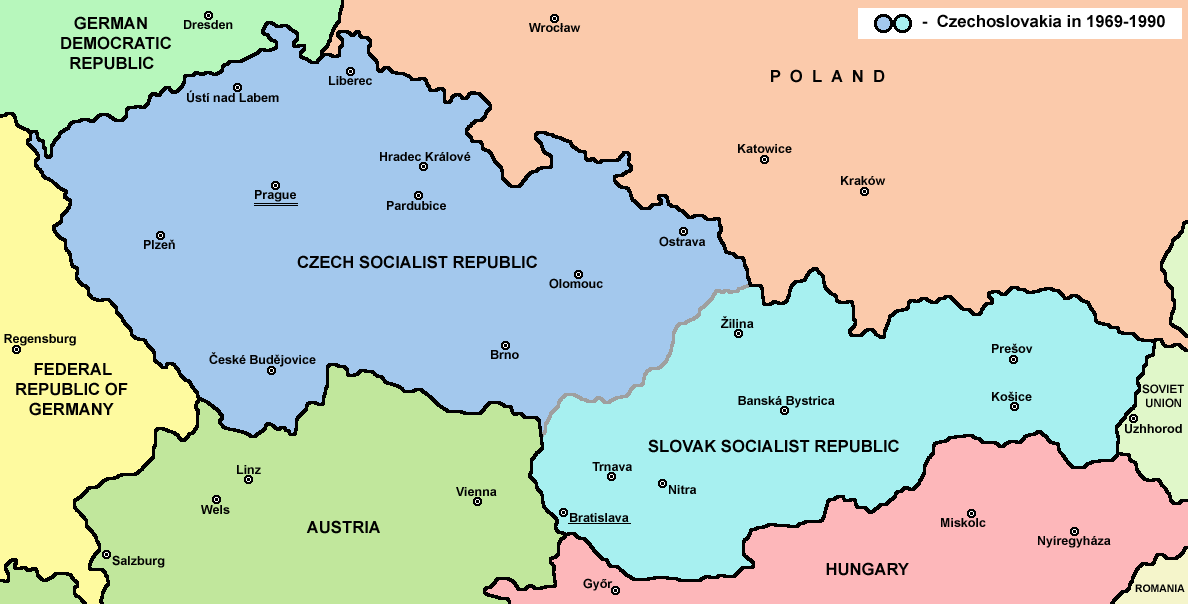

Die kommunistischen Führungen einiger Länder des Warschauer Pakts (insbesondere der Volksrepublik Polen und der Deutschen Demokratischen Republik) empfanden diese Entwicklung als Bedrohung ihrer Machtposition. Deshalb beschloss die Mehrheit dieser militärischen Allianz (außer Rumänien und Albanien, das daraufhin diesen Pakt definitiv verließ) unter der Führung der Sowjetunion, den Reformbemühungen am 21. August 1968 durch Einmarsch von Truppen des Warschauer Paktes in die Tschechoslowakei ein Ende zu setzen. Der sowjetische Parteichef Leonid Breschnew – nachdem er anfangs noch Dubček gegenüber auf seine Bedenken hin den berühmten Satz „Das ist Eure Sache“ („Eto wasche djelo“) aussprach – rechtfertigte das nun mit der Behauptung, die Ostblockstaaten hätten nur eine eingeschränkte Souveränität, wenn der Sozialismus in Gefahr sei (Breschnew-Doktrin).
Dubček wurde bald entmachtet und durch Gustáv Husák ersetzt, der die Reformen Dubčeks unverzüglich rückgängig machte, alle Führungspositionen im Staat mit moskautreuen Anhängern besetzte und eine „Säuberung“ der Partei durchführte. 1975 wurde Husák neben seinem Amt als Parteichef auch zum Staatspräsidenten gewählt. Im Oktober 1968 erfolgte zudem eine Verfassungsreform. Es kam zu einer Föderalisierung der ČSSR durch Schaffung der neuen Gliedstaaten Tschechische Sozialistische Republik und Slowakische Sozialistische Republik.
Die Bürger der Tschechoslowakei verfielen nach dem Ende des „Prager Frühling“ von 1968 in Resignation. Der Staat wurde zum Westen hin mit Grenzbefestigungen ähnlich wie denen der DDR komplett abgeschottet.

### Von der Charta 77 zum Herbst 1989
Mit der Charta 77 entstand 1977, mit Václav Havel an der Spitze, eine Bürgerrechtsbewegung, die trotz staatlicher Verfolgung ab 1988 zu politischen Aktionen aufrief. Die Ereignisse in der Prager Botschaft der Bundesrepublik Deutschland führten ab September 1989 dazu, dass in mehreren Wellen tausenden DDR-Bürgern die Ausreise in den Westen ermöglicht wurde, eine wichtige Vorstufe zum Fall der Berliner Mauer.

## Samtene Revolution
Mitte November 1989 kam es unter dem Eindruck der Veränderungen in den sozialistischen Bruderländern, die durch das Reformprogramm von Michail Gorbatschow und die sogenannte Sinatra-Doktrin der Sowjetunion ermöglicht wurden, auch in Bratislava und Prag zu mehrtägigen Demonstrationen. Die Initialzündung wurde am 16. ausgelöst, die darauffolgenden Großproteste am 17. November führten später dazu, dass dieser als Tag des Kampfes für Freiheit und Demokratie einer der Feiertage des Landes wurde.
Nach tagelangen Protesten trat die kommunistische Führung zurück. Mit dieser verhältnismäßig friedlichen und gewaltlosen Erhebung des Volkes endete das Regime der Kommunistischen Partei. Anfang Dezember wurde unter dem Reformkommunisten Marián Čalfa eine mehrheitlich nichtkommunistische Regierung gebildet, der u. a. der Bürgerrechtler Jiří Dienstbier als Außenminister angehörte. Ende Dezember 1989 wurde der Schriftsteller und Bürgerrechtler Václav Havel zum Staatspräsidenten gewählt. Am 8. Juni 1990 fanden die ersten freien Parlamentswahlen seit 1945 statt. Es siegte das Bürgerforum von Václav Havel und die Bewegung Slowakische Öffentlichkeit gegen Gewalt, die daraufhin gemeinsam die Regierung bildeten.
Die Art und Weise, wie sich Tschechen und Slowaken der kommunistischen Diktatur entledigt hatten, erregte weltweit Aufsehen und brachte dem Land gewaltige Sympathien ein.

## Trennung Tschechiens und der Slowakei
Es zeichnete sich bald ab, dass der föderative Staat „Tschechoslowakei“ auf Dauer keinen Bestand mehr haben würde. Die Interessen der Politiker beider Landesteile waren dazu zu unterschiedlich. Die tschechische Seite wollte der Slowakei nicht ständig „Entwicklungshilfe“ leisten müssen, die slowakische Seite nicht ständig aus dem fernen Prag bevormundet oder überstimmt werden.
Nach heftigen Debatten im Parlament (oft Gedankenstrich-Krieg genannt) wurde am 23. April 1990 der Staatsname Tschechische und Slowakische Föderative Republik (ČSFR) mit den Kurzformen Tschechoslowakei (in Tschechien) beziehungsweise Tschecho-Slowakei (in der Slowakei) angenommen.
Mit 1. Januar 1991 wurden alle bis dahin üblichen Umverteilungen von Budgetgeldern aus Tschechien in die Slowakei beendet. Jeder Teilstaat musste nun mit den eigenen Steuereinkünften auskommen. Im Mai 1991 verhandelten die Abgeordneten des tschechischen Parlaments bereits allein über die Eventualität einer Auflösung der Tschechoslowakei. Nach zahlreichen ergebnislosen Verhandlungen zwischen Tschechen und Slowaken wurde schließlich beschlossen, mit der endgültigen Entscheidung über die Zukunft der Tschechoslowakei bis zu den Neuwahlen 1992 zu warten.
Nach Verhandlungen der aus den Wahlen von 1992 hervorgegangenen Premierminister der Teilstaaten Tschechien (Václav Klaus) und Slowakei (Vladimír Mečiar) beschloss man (ohne das Volk zu befragen), die Tschechoslowakei friedlich aufzulösen. Es war eine Dismembration, keine Sezession. Am 1. Januar 1993 teilte sich die Tschechoslowakei dann wie geplant in Tschechien (Tschechische Republik) und die Slowakei (Slowakische Republik). Die Teilung der bis dahin gemeinsamen Währung (Tschechoslowakische Krone) in zwei eigenständige Währungen (Tschechische Krone und Slowakische Krone) gilt als einmalig in der Geschichte.
Am 27. März 1991 zogen die letzten Einheiten der Sowjetarmee aus der Tschechoslowakei ab.